# 쿠빌라이 칸
쿠빌라이 카안(몽골어: ᠬᠤᠪᠢᠯᠠᠢ
ᠬᠠᠭᠠᠨ Qubilai Qa'an, 페르시아어: قوبيلاى خاقان Qūbīlāī xāqān, Хубилай хаан, 忽必烈 可汗), 1215년 9월 23일(음력 8월 28일) ~ 1294년 2월 18일(음력 1월 22일)) 또는 쿠빌라이 대카안(Хубилай Иххаан, 쿠빌라이 이크카안)은 대원의 제5대 카안(재위 : 1260년 ~ 1294년)이자, 칭기스 칸의 손자이다. 본명은 쿠빌라이(몽골어: ᠬᠤᠪᠢᠯᠠᠢ Qubilai, 한국 한자: 忽必烈 홀필렬), 묘호는 세조(世祖), 시호는 성덕신공문무황제(聖德神功文武皇帝), 존호는 헌천술도인문의무대광효황제(憲天述道仁文義武大光孝皇帝), 칸호는 세첸 카안(ᠰᠡᠴᠡᠨ
ᠬᠠᠭᠠᠨ Sečen Qa'an, 薛禪 可汗, 키릴문자: Сэцэн хаан)이다. 몽골에서는 소토 세첸 카안(Суут Сэцэн хаан, 훌륭하고 현명한, 총명한 카안)이라고 불린다. 
쿠빌라이칸은 중국식 제도를 비롯해 적국과 피정복민의 기술·문화를 수용하고 외국인도 등용하며 제국의 운영 방식을 근본적으로 혁신했다. 이를 바탕으로 상업 기반의 재정 체계를 마련하고 수군을 육성해 강과 해양으로 진출하는 새로운 전략을 펼쳤다.
1279년 남송을 정복하고 금나라와 거란족의 잔당을 토벌하였으며, 고려를 부마국으로 편입하고, 태국, 캄보디아, 자와섬을 원정하였으며 베트남 북방까지 영토를 확장시켰다. 칭기즈 칸의 아들 툴루이의 넷째 아들로 경쟁자이자 막내동생 아릭부케 세력을 꺾고 몽골 제국의 카안으로 즉위한다.
1271년 몽골 제국의 국호를 유학에서 따서 대재건원(大哉乾元)의 약칭인 대원(大元)으로 개칭하고 대도(大都, 현재의 베이징 시)를 도읍으로 정하였다. 1276년 2월 4일 남송의 수도 임안을 점령한 뒤 1279년 3월 남송을 멸망시키고 중국을 정복하였으며, 버마·베트남·일본 등지에 군사를 보내 침공하였다. 그는 중앙아시아 출신 등 다양한 종족을 실력 위주로 채용하고, 실크로드를 정비, 수호하였다. 서역에서 오는 문화를 중시하였으며, 티베트 불교를 받아들였다. 몽골 제국과 중국을 여행한 마르코 폴로에 의해 쿠빌라이 칸은 유럽의 전설이 되었다.
또 한편, 카안에 즉위하기 전 자신을 찾아온 고려 원종과 모종의 동맹 관계를 맺었고 그의 아들인 충렬왕에게 서녀를 주어 사위로 맞으면서 고려와 특수관계를 맺었다. 그는 한때 고려와 연합해 일본을 정복하려 했으나 두 차례 모두 태풍으로 실패하고, 아리크 부케와 카이두를 비롯, 반란에 직면했다. 여진족은 그를 호필내(呼必賚)라 불렀다. 유목 제국을 해양 제국으로 변화시키는 과정으로서 그는 사할린섬에서 페르시아만에 이르는 해상 무역망을 장악했고, 그가 세운 원나라는 이후 세계사 속 해양 제국들의 표본이 되었다. 그는 유목 제국의 경계를 최초로 넘어선 지도자이자 새로운 제국의 첫 설계자였다.

## 생애

#### 생애 초반

##### 출생과 초기 생애

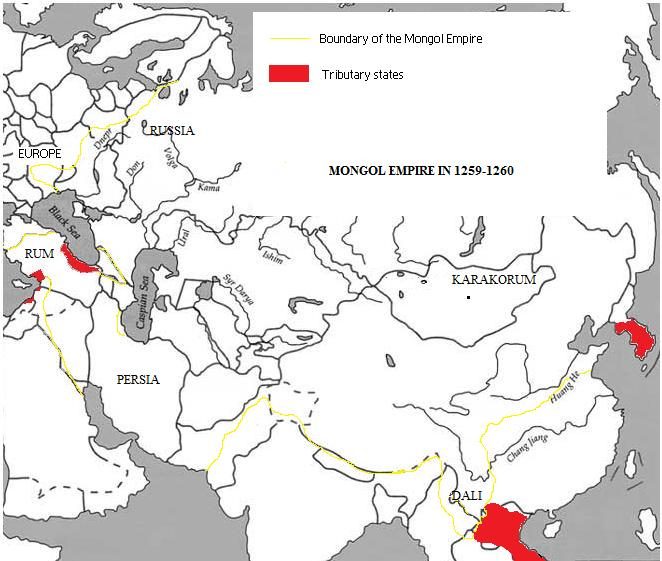
쿠빌라이 칸의 즉위 직전의의 영토

쿠빌라이는 칭기즈 칸의 손자이자 툴루이 칸과 케레이트족 출신 소르칵타니 베키의 넷째 아들이며 몽케 칸의 동생이었다. 친형제로는 몽케 칸과 일 한국의 건국자 훌라구, 쿠빌라이와 대립했던 아리크부카가 있었다. 1215년 음력 8월 28일(9월 23일)에 태어났으며 막북(漠北) 초원 출생인데, 일설에는 허베이성 근처에서 태어났다는 설이 있다. 쿠빌라이는 몽골어로 좋은 진흙, 좋은 땅을 뜻한다. 원사, 원사연의, 신원사에는 모두 1215년생이고, 티베트계 사서 홍사에도 돼지의 해(1215년)생이라는 설이 전한다. 그런데 몽골 황금사(알탄 톱치)에는 쿠빌라이가 뱀띠(1209년생)이고, 81세까지 살았다 한다.
어머니 소르칵타니 베키는 케레이트족 지도자 토그릴 칸의 동생 자하 캄보(Жаха Хамбу)의 딸이다.
할아버지 칭기즈 칸의 지시로, 탕구트족 출신 독실한 불교신자 여성이 그의 유모로 지정되었으며, 쿠빌라이는 불교에 유화적인 정책을 펼쳤는데, 후일 이 유모를 높이 평가하였다. 또한 그의 어머니 소르각타니는 중국인들을 탄압하고 착취할 것이 아니라, 그들을 보살피고 다독이는 정책을 취해 우리 몽골에 충성하도록 해야 된다. 중국인들을 멸시하기보다 이해하고 존중할 것을 당부했고, 이는 쿠빌라이에게 영향을 주었다.
쿠빌라이는 어려서 어질고 밝고 현명한 성격이었으며, 영특하고 신중하며 슬기로웠다. 그의 어머니 소르칵타니 베키에게 효성이 지극했다 한다. 하지만 그의 친 형 몽케는 그를 싫어하였다. 몽케는 쿠빌라이 보다 그의 친동생 아릭부케를 총애하였다. 쿠빌라이의 용모는 키가 크고, 어깨가 넓으며, 뚱뚱하고 체격이 컸다 한다.
몽골이 호라즘을 정복하고 돌아오는 길에 칭기즈 칸은 1224년 사냥길에 나서 몽케와 쿠빌라이를 시험하였다. 쿠빌라이는 형 몽케와 함께 토끼와 영양을 사냥해왔다. 칭기즈칸은 9살 된 쿠빌라이의 손에 사냥한 동물들의 피와 지방을 묻히게 한 후, 일행에게 쿠빌라이를 지명하며, 이 아이는 지혜로운 소년이라 칭송하였다. 1227년 칭기즈칸이 죽고 아버지 툴루이가 2년간 섭정으로 있게 되자, 아버지를 따라 카라코룸으로 갔다. 그러나 쿠빌라이는 톨루이 가문이고 장남도 아닌 둘째 아들이라는 위치로 인해 1251년경까지는 가문의 회의에서 상당부분 배제되었다.

##### 청년기

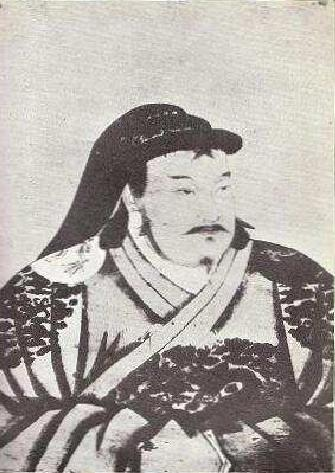
청년 시절의 쿠빌라이 초상화
(13세기작)

1232년 9월 혹은 10월 9일 쿠빌라이의 아버지 툴루이가 독살 혹은 알콜 중독으로 갑자기 죽고, 1236년 오고타이는 이미 죽은 툴루이의 가족에게 허베이 성의 8만 호를 주었다. 쿠빌라이는 아직 통치경험이 부족하여 허베이성 지역 토착민들에게 자치권을 허용하였다. 그러나 지역 토착민 관료들의 농간으로 세금이 적게 걷히고, 몽골 정부에서 오는 보조금도 줄었으며, 농민들이 도망치는 일이 발생했다. 농민의 감소로 영지가 황폐화되자, 쿠빌라이는 직접 허베이 성을 다스렸다. 소르칵타니 베키는 그를 돕기 위해 새로운 관료들을 보내 그의 세법을 수정하게 했다. 이때 쿠빌라이는 중국의 여러 문화와 가치관을 받아들이고, 후일 중국인 승려를 카라코룸으로 불러 아들 친김의 교육도 맡기는 등의 영향을 받게 되었다.
1242년 쿠빌라이는 중국 화북지역의 저명한 불교승려 해운(海雲)을 몽골의 오르도에 초빙했다. 1242년 카라코룸에서 하이윤 승려를 만났을 때는, 그와 불교 철학에 대해 담론하였다. 해운에게 감명받은 쿠빌라이는 1243년에 태어난 아들 친킴의 교육을 후일 그에게 맡겼다. 1244년부터 쿠빌라이는 본격 사방에서 문인, 학자, 불교 승려 등을 모은 후, 그는 자신의 가신 그룹을 구성하였다. 그리고 자신이 관할하는 지역에 총독을 파견하여 대리 통치하는 한편, 형주분지에 안무사(按撫司), 경조분지에 선무사(宣撫司), 하남에 경략사(經略司)를 파견하여 현지 민심과 지역사회를 파악했다.
1244년 유생 왕악(王鶚)을 고비 사막 이북 지역(현재의 몽골)으로 초청하였다. 승려 해운은 다른 불교 승려이자 건축가 류병창(劉秉忠), 중국의 도교 사상과 도교 사제들을 쿠빌라이에게 소개하였다. 류병충은 화가, 서예가, 시인, 수학자였으며 하이윤이 사원의 건립 일을 맡아볼 때는 쿠빌라이의 고문이 되었다. 산서(山西) 출신 학자 조벽(趙璧)역시 자신의 측근으로 두게 되었다. 쿠빌라이는 다른 국적의 사람들도 자문, 측근으로 고용하였다. 그는 몽골은 물론이고, 지역과 제국의 이익, 몽골과 투르크 제부족 간의 균형을 맞추기를 열망하였다.
1251년 7월 1일 형 몽케 칸이 몽골의 대칸으로 즉위하자, 쿠빌라이에게 남부군 총사령관 겸 총령막남한지사무(總領漠南漢地事務)에 임명했다. 쿠빌라이는 쿠투(忽都) 땅에 주둔했다가, 곧 하북성(河北省) 장가구(張家口)에 금련천막부(金蓮川幕府)를 설치하였다. 이때 쿠빌라이는 허형(許衡), 장문겸(張文謙), 두묵(竇默), 조벽(趙璧), 요추(姚樞), 적경(郝經) 등의 한족 문사들을 영입했다. 이때 금나라의 옛 영토를 접수, 금나라 조정에서 일하던 원호문, 장덕휘 등을 초빙하여 유교대종사(儒教大宗師)라는 칭호를 내리고 불렀으나 이들은 요청을 거부하였다. 그의 친한족 정책에 대해 보수적인 몽골 부족장들은 의심의 눈초리로 보았고, 몽케 칸은 쿠빌라이를 경계, 일부 정책과 작전에서 쿠빌라이를 배제시키고 직접 보고 받았다.
쿠빌라이는 다소 신중하고 현명한 성격이었고, 몽케 칸은 쿠빌라이를 내심 경계하였다. 1251년부터 형인 몽케 칸은 칭기즈 칸의 셋째 아들이자 그의 백부인 오고타이 칸이 계획했던 남송의 정복과 페르시아 정벌을 결심하고, 페르시아 정벌은 쿠빌라이의 동생인 훌라구에게 맡겼다. 이때 몽케 칸은 쿠빌라이에게 중국 정벌을 맡겼고, 동시에 중국 정벌에 대한 군사·행정의 전권이 주어졌다. 몽케 칸은 쿠빌라이에게 칭기즈칸이 투르크 총독으로 파견했던 마흐무드 야라바치를 딸려 중국 북경(北京)으로 보내졌다. 쿠빌라이는 곧 중국 북부 지방의 영향력을 장악하고 자신의 오르도를 내몽골 중부 혹은 내몽골 남부로 옮겼다.
그는 옹기라트부의 테굴룬과 결혼했으나 일찍 죽고, 같은 옹기라트부 출신 차브이와 재혼했다. 그밖에도 타라칸, 바야구신 등의 제3, 제4정궁 황후가 있었고, 22명의 아들과 2명의 딸이 태어났다. 또 다른 첩들에게서는 25명의 아들을 두었다. 두번째 정실 부인 차브이 카툰은 그의 믿음직스럽고 영향력 있는 조언자였다.

##### 정복 준비와 대리국 정벌
그는 자신의 영지인 화북의 하남성의 농업 생산량을 늘렸고, 경조(京兆, 산서성(陝西省) 서안(西安))를 받은 뒤 경조 지역에 행정체제와 보급기지를 갖추었고, 그는 말단의 촌장들에 이르기까지 하나 하나 직접 관리, 감독하였다.
1252년 쿠빌라이는 재판에서 용의자를 무조건 처형한 마흐무드 알라와치를 비판하고, 조벽은 왕좌에 대한 그의 주제넘는 태도로 그를 공격했다. 몽케는 곧 마흐무드 얄라바흐를 해고했다.
1252년 6월 쿠빌라이는 쿠샤나르(曲先惱兒)에 체류 중이던 몽케 칸으로부터, 운남성(雲南省) 정벌을 명받았다. 쿠빌라이는 운남성에 있던 대리국(大理國)을 먼저 침공하여 남송의 측면을 돌파하는 작전을 썼다. 1253년 가을, 그는 명령을 받고 군사를 이끌고 출정, 섬서성(陝西省)을 출발하여 운남성으로 들어와 3,4개월간의 전투 끝에 그해 10월 진사강을 건너, 그해 겨울에 대리국으로 들어갔다. 1254년 1월 2일 단흥지(段興智)의 항복을 받아내, 대리국의 수도인 대리성(大理城)을 정복하고 운남행성(雲南行省)을 설치했다. 운남행성의 총독인 대리총관(大理總管)은 대리국의 왕족인 단씨를 임명하였다.
그러나 대리국 정복 직후인 1254년 초 훌라구, 아리크 부케 등이 칸의 세력 확장과 인재 포섭 등 칸의 지위에 오르려는 움직임들을 감지하고 되돌아가면서, 부장인 우리양카다이에게 이 지역 인근지역의 위수(衛戍)를 맡겼다. 대도(大都)로 들어가 몽케 칸을 알현한 뒤, 1254년 5월 륙판산(六盤山)에 체류하다가 그해 8월 다시 대리지역을 방문한 뒤 무주(撫州)로 갔고, 그해 겨울 쿠투에 주둔하였다.
1256년 겨울 몽골의 카라파라카슨 지역으로 이동, 주둔하였다. 그해 겨울 몽케 칸으로부터 익주(益州), 회주(懷州) 분지 일대의 공략을 명받았다.
1257년 몽케 칸의 지휘 아래 출정에 참여하여 남송 공략을 준비하였으나 1259년 8월 몽케가 갑자기 죽었다. 이복동생이자 유모의 아들인 무게는 합주(合州) 조어산(釣魚山)에 주둔하면서 전령을 보내 몽케 칸의 부음 소식을 전했고, 9월 1일 쿠빌라이는 무게가 보낸 전령을 만났다. 또한 북방에서도 그의 아내 차브이가 사람을 보내 아리크부카가 대칸에 오르려 한다는 소식을 전했다. 그는 칸의 유업인 남송 정벌을 계속 추진하겠다고 답을 주었다.
한편 쿠빌라이는 자신의 군대를 이끌고 남송의 북방지역의 한 성곽을 포위, 공격하던 중, 몽케 칸의 전사 소식과 형제 중 막내이기 때문에 고국의 방비를 맡았던 아리크 부케가 스스로를 칸에 오르려 한다는 소식을 듣고, 교전 중이던 남송군에 사자를 보내 휴전을 협정하고 대도로 복귀하였다.

##### 1차 베트남 원정
1256년 여름 몽케 칸은 남송이 몽골 사신들을 압류했다는 이유로 남송 정벌을 선언, 3개의 부대를 편성했다. 쿠빌라이는 3개의 부대 중 중로군 통수(中路軍統帥)에 임명되었다. 그런데 몽케 칸은 갑자기 쿠빌라이에게 대월(베트남) 파견 지시를 내린다. 1257년 베트남 정벌군을 편성, 베트남으로 내려가 저달하(抵達河)에 입성했지만 대월 쩐 왕조는 쿠빌라이 군의 침공을 격퇴하였다. 1257년 음력 12월 12일에 몽골과 대월 사이에 평화 조약을 다시 수립하였다.
1260년 쿠빌라이 가 대칸이되었을 때 쩐 성종은 몽골에 3년마다 공물을 보내기로 했고, 몽골에서 파견한 다루가치를 받아들였다. 그러나 대월의 왕은 얼마 뒤 몽골에 조공을 보내는 것을 거절했다.
얼마 뒤 쿠빌라이는 대월의 쩐 성종에게 참파 왕국을 정벌하는데 지원군을 내줄 것을 요청했다가, 대월로부터 거절당했다. 쿠빌라이는 대월에 사자를 보내 트란 왕을 왕위에서 물러날 것을 요구했다. 쩐 성종은 백성을 모아 몽골에게 일단 협력할지, 아니면 고국을 위해 싸울 것인가를 투표로 정하게 했다. 투표는 몽골에 대한 항전으로 결정되었다. 대월은 쿠빌라이의 사자를 대접, 선물을 주어 귀국시키고, 결사 항전을 선언한다. 사신의 귀국 후 베트남의 항전 소식을 들은 쿠빌라이는 추후 대월 재원정을 결심한다.

##### 몽케 칸의 세무 조사
쿠빌라이가 독립적인 금련천 막부를 설치하고 중국 화북 지방을 다스리면서 친중국화 정책을 펼치자 몽골의 보수적 부족장들은 쿠빌라이를 내심 의심하였다. 일각에서는 쿠빌라이가 카라코룸으로 올라올 세금 영수증의 일부를 빼돌렸다는 소문이 퍼졌다. 1257년 몽케는 관료를 파견, 쿠빌라이의 영지에 세무 조사를 실시하고, 관료들을 다스렸다. 몽케의 세무 관리들은 잘못을 발견하고 142건의 규정 위반 사항을 기재했으며 한인 관리를 비판하고, 일부는 처형 당했다.
몽케는 쿠빌라이에게 독자적인 세금 징수 권한을 압수하였다. 쿠빌라이 칸은 아내 차브이 카툰을 먼저 카라코룸으로 보내고, 자신도 올라가 사죄하였다. 몽케 칸은 공식적으로는 쿠빌라이를 용서하였다. 그러나 쿠빌라이를 내심 불신하였다.

#### 회군과 즉위

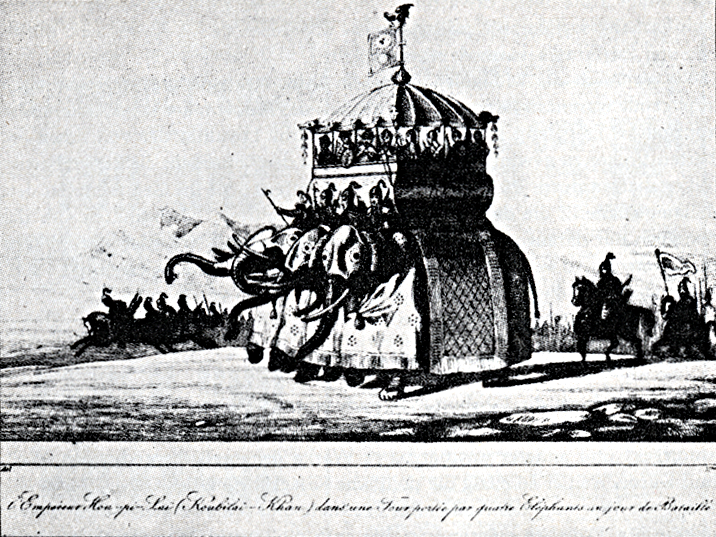
쿠빌라이의 코끼리 부대

쿠빌라이는 1258년 몽케 칸을 따라 남송 정벌에 출정하였다. 1258년 몽케 칸은 쿠빌라이를 동부지역 군대의 사령관으로 임명하고, 병력을 지원하였다. 쿠빌라이는 통풍을 앓고 있었기 때문에 집에 머물러 있었지만 몽케 칸의 지시를 받고 이주하였다. 몽케 칸은 그에게 악주(鄂州) 정벌을 명하였다. 악주의 성주 장견(張堅)은 끝까지 항복하지 않아 악주성을 손에 넣지 못했다. 장견은 쿠빌라이의 군사가 떠난 직후 사망한다.
1258년 12월 남송에 도착, 남송군과 교전했으나 패배하고 후퇴, 다음 년도에 재정벌을 계획한다.
1259년 2월 쿠빌라이는 군사들과 형주(邢州)에 도착했고, 5월 복주(濮州)에 도착했다. 1259년 9월 3일 쿠빌라이가 친히 이끄는 몽골 제국 중로군은 회하(淮河)를 건너 남송에 들어갔으나, 남송의 장군 가사도(賈似道)가 사람을 보내 화의를 요청, 2십만 냥의 은과 연간 2십만 냥의 은을 몽골 측에 바치기로 하고 쿠빌라이는 일단 퇴각하였다. 이때 그는 사자로부터 이미 몽케 칸이 남송 군과의 전투 중 투석기 돌에 맞아 부상 병석에 누웠다가, 그해 8월 11일 사천성(四川省) 합주(合州)에서 부상과 이질로 사망했다는 소식을 접했다. 몽케 칸의 진영에 있던 그의 이복동생이자 유형제인 무가는 비밀리에 사자를 보내 몽케 칸의 부고 소식을 쿠빌라이에게 전달했다. 몽케 칸이 사천성(四川省)에서 사망한 소식을 접한 쿠빌라이는 당분간 몽케 칸의 죽음을 비밀로 부치고 장강(長江)근처와 무한(武漢) 공격을 준비하였다. 쿠빌라이의 군사가 무창(武昌)을 공략하는 동안 장군 우량카다이의 군대가 합류, 쿠빌라이의 군대를 지원하였다.
쿠빌라이는 남송의 수도 임안을 즉시 공격하려 하였으나, 그의 휘하 장수들은 임안 대신 악주를 공격하자고 호소했다. 측근 학경(郝經)은 몽케 칸의 사망 소식을 접하자, 아리크 부케가 칸위에 오를수 있다며 남송과는 협상을 하고 즉각 연경으로 가서 조정을 장악해야 한다고 진언했다. 학경의 진언을 받아들여 쿠빌라이는 염희헌(廉希憲)을 개평(開平)으로 보내, 당시 몽골 제국의 군권을 장악한 인물 중 한 사람인 타가차르(塔察兒)의 지지를 얻어냈다.
곧 쿠빌라이는 그의 아내로부터, 쿠빌라이의 남동생 아리크 부케가 군사를 준비하고 있다는 연락을 받고, 북쪽으로 회군하여 몽골 평원으로 돌아왔다. 쿠빌라이가 몽골에 도착하기 전인 1259년 11월 아리크 부케는 수도 카라코룸에서 쿠릴타이를 개최, 주치 가, 차가타이 가문 왕공족, 일부 부족장들의 지지를 얻어 스스로를 대칸으로 선언하였다. 쿠빌라이와 그의 넷재 동생 훌라구는 이에 반대하며 관망하였다. 쿠빌라이의 한인 참모는 쿠빌라이가 대칸의 위에 오르도록 지지했으며, 중국 북부와 만주에 있는 귀족, 장수들을 설득하여, 중국 북부와 만주의 호족들이 쿠빌라이의 입후보를 지지하였다.
쿠빌라이는 남송에 사절을 보내 휴전협상을 추진했으며, 군사를 이끌고 북상, 그해 10월 13일 오귀산(烏龜山)을 거쳐 11월 17일 우두산(牛頭山)으로 이동했다. 11월 17일 학자 학경이 아리크부카가 황제 행세를 한다며 대처할 것을 요청하는, 반사의를 지어 그에게 보냈다.1259년 겨울 쿠빌라이의 군대는 연경(燕京)에 도착했다.
1259년 12월 17일 쿠빌라이는 남송의 가사도와 회담, 휴전 협정을 체결, 성사시켰다. 1260년 3월 그는 군사를 이끌고 몽골 남동부 상도(上都)에 도착했다. 카라코룸으로 돌아온 쿠빌라이는 다시 쿠릴타이(Kuriltai, 大會議) 개최를 선언했다. 여기서 그의 지지세력들은 쿠릴타이를 임의로 개최하여 몽골족 부족장들을 소집, 카단(合丹), 아지기(阿只吉)와 서부의 왕공족들, 타가차르(塔察兒), 에센카(也先哥}), 쿠차쿠르(忽剌忽兒) 등 동방 왕가의 왕족들, 그밖에 보르지긴 씨족 위주의 부족장들과 소수의 왕실 근친들을 연경에 불러모았다. 1260년 3월에는 동방 왕가 출신 중 타가차르를 포섭한다. 그는 몽케 칸의 남송 원정의 명을 받고도 출정하지 않은 인물로, 아리크부카의 반감을 산 인물이었다. 1260년 4월 15일에 개최된 쿠릴타이에서 쿠빌라이를 정식 대칸으로 선출하였다.

#### 고려의 귀순
1260년 3월 고려의 태자 왕전(王倎, 원종)은 신하들과 함께 몽케 칸을 만나러 연경(燕京, 북경)에 갔다가 몽케의 행재소(行在所)로 가는 길에 경조(京兆)와 동관(潼關)을 지나게 되었다. 여기서 몽케의 사망 소식을 접하고, 당시 몽골의 제후들은 누구를 지지할"지 고민하였다. 육반산에 이르렀을 때 몽케 칸이 죽었다는 소식을 접했다. 고려 태자 왕전 일행을 가로막는 것은 아리크부카의 군사였다. 태자 일행은 조어산을 가는 대신 쿠빌라이를 찾아가기로 했다. 왕전 일행은 서쪽으로 가던 길을 돌려 남쪽으로 향했다. 고려 태자 왕전은 쿠빌라이 지지를 선언, 쿠빌라이의 군사가 강남(江南)에서 있어 왕전은  남쪽으로 방향을 돌려 험한 길을 거쳐서 양주(梁州)를 거쳐 초주(楚州)의 교외에 도착하니 마침 쿠빌라이 칸은 양양(襄陽)에 있다가 군대를 돌려서 북상하고 있었다. 3월 20일 고려 태자 왕전을 만났다.
쿠빌라이는 '고려는 만 리나 떨어져 있는 나라이고, 당 태종(唐 太宗)이 친히 정벌하였으나 굴복시키지 못하였는데 지금 그 나라의 세자가 스스로 나에게 귀부(歸附)해오니 이것은 하늘의 뜻이다.(高麗萬里之國, 自唐太宗親征而不能服, 今其世子, 自來歸我, 此天意也.)'라고 하면서 크게 칭찬하고, 함께 개평부(開平府)에 도착하였다. 쿠빌라이는 당 태종도 어쩌지 못한 고구려의 후신이 스스로 귀순하였다며 기뻐하였다. 고려에서 고종(高宗)의 훙서를 부고하니 쿠빌라이 칸은 바로 다루가치 쉬리다이(束里大) 등에게 명령하여 세자의 귀국행을 호위하라고 하였다. 쿠빌라이는 세자와 작별하면서 속리대, 강화상(康和尙)을 다루가치로 딸려 보냈다.
쿠빌라이는 그 해에 고려 고종이 죽자 강회선무사(江淮宣撫使) 조양필(趙良弼), 섬서선무사(陝西宣撫使) 염희헌(廉希憲)의 진언을 받아들여, 세자 왕전이 왕위에 오를수 있도록 도와주었다. 그해 5월 1일 쿠빌라이는 고려 서경에 주둔 중이던 몽골군의 회군을 지시하였다.

### 즉위 초반

#### 대칸 선출과 카라코룸 진공

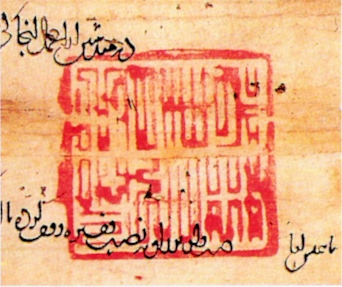
명목상 부하인 일 칸국의 칸에게 보내는 쿠빌라이의 다르마 인장

5월 5일 카이핑(현, 내몽골 자치구 둬룬현(多伦县))에서 열린 쿠릴타이에서는 몽케 칸의 뒤를 이어 만장일치로 쿠빌라이를 칸으로 선출한다고 발표하였다. 여기에는 오고타이 칸의 아들 카단 오굴, 테무게 옷치킨의 아들 토가차르 등 칭기즈칸 일족 소수가 참여했다. 1260년 5월 12일 쿠빌라이는 중서성(中書省)을 제국의 최고 행정기관으로 선포하고, 자신의 부재시 재상이 정무를 주관하도록 하였다. 또한 쿠빌라이는 스스로 자신의 칭호를 짐(朕), 형 몽케 칸을 선황(先皇)으로 칭하였다. 쿠빌라이는 자신이 신뢰하는 중국인 출신 재상 왕문통(王文統)을 평장정사(平章政事)，장문겸(張文謙)을 중서성 좌승으로 임명하여 중서성을 장악했다. 1260년 5월 쿠빌라이는 아리크부카 토벌을 선언, 7천 명의 병력을 연안 등에 배치하고, 섬서성의 한인 군대를 아리크부카의 기습공격을 방지하기 위해 매복시켰으며, 3만여 명의 병력을 연경으로 불러모았다. 6월 29일에는 연호를 중통(中統)으로 선언했다.
1260년 6월 쓰촨 성에서 아리크 부카와 연락하던 쿠루카이, 키타이부카, 유태평 등을 사살하였다.
이때 쿠빌라이는 이전과 같이 제국의 수도를 카라코룸으로 할 필요가 없다고 보고 새로 건설된 도시를 수도로 정할 계획을 세웠다. 카이핑을 임시 수도로 선언한 그는 북경 혹은 그 주변에 새 도시를 건설할 장기적 목표를 세웠다.
그는 자신이 선대 칸의 유언에 의해 제위를 계승했음을 선포했고, 자신이 적법한 계승자임을 발표했다. 아리크 부케 역시 카라코룸에서 쿠릴타이를 열어 자신을 칸으로 선출하고 쿠빌라이를 찬탈자라 공격하였다. 후에 쿠빌라이가 가계상 적자이고 합법적인 군주라는 마르코 폴로의 변호에도 불구하고 정통성 시비, 논란은 그의 생전은 물론 죽은 뒤에도 계속되었으며, 그의 정통성에는 여러 가지 의문이 제기되어 왔다. 심지어 임종 직전의 칭기즈 칸이 당시 어린 아이였던 쿠빌라이를 장래의 칸으로 지목했다는 전설까지 날조되었지만 이를 믿는 사람은 없었다. 1260년 7월 쿠빌라이는 군사를 이끌고 수도 카라코룸을 공격, 내전이 발생했고, 카라코룸은 황폐화되었다.

#### 아리크 부케와 전투
1260년 7월 10일 쿠빌라이는 휘하 장군들에게 아리크부카 토벌을 선언했다. 9월 2일 쿠빌라이는 아리크부카가 위명(違命)을 날조했다며 중외에 토벌 참여를 선언했다. 옹기라트부의 나친(納陳)과 나친의 아들 하카이(哈海), 토곤(脫歡), 오로친(斡羅陳) 등이 옹기라트부의 군대를 이끌고 참여했다. 1260년 9월 쿠빌라이의 군대가 카라코룸으로 진격, 아리크부카와 쿠빌라이 군의 교전에서 쿠빌라이의 군사가 승리했다. 쿠빌라이는 사촌이자 오고타이 칸의 여섯째 아들인 카단의 지원으로 카라코룸으로 들어가는 식량 보급로는 차단했다. 첫 전투에서 아리크 부케가 패하고 그의 사령관 알마다르는 전투에서 사망했다. 아리크 부케는 보복으로 아비수가를 처형하였다. 물러난 아리크부카는 다시 전열을 재정비한다.
카라코룸은 쿠빌라이의 대규모 군대에 함락되었지만, 1261년 쿠빌라이가 떠나자 다시 아리크 부케에 의해 점령되었다. 1261년 11월 쿠빌라이와 아리크 부케의 양군은 여러 차례 격돌하였으나 승패가 나지 않았다. 그러나 시간이 지날수록 군사력과 화북의 물자를 장악한 쿠빌라이에게 전세가 유리해지기 시작했다. 1261년 말 카이펑 북쪽 시무토노르 호수에서 벌어진 시무토노르 전투에서는 쿠빌라이가 승리했으나, 아리크 부케는 북서쪽 몽골의 오이라트부족의 지원을 얻어 저항을 계속했다. 1262년 2월 이주(夷州) 주지사 이단(李璮)은 몽골 통치에 반발했고, 쿠빌라이는 그의 재상 사천택(史天澤) 등에게 군사를 주어 이단을 정벌하게 했다. 이단의 반란을 진압한 사천택은 이단을 참수하였다. 이 사건을 계기로 쿠빌라이는 한족 출신 관료들에 대한 무조건적 신뢰는 거두게 되었다.
쿠빌라이 칸은 대칸으로 즉위한 뒤, 중국을 주요 기지로 간주하여 중국을 통치하는 데 집중할 필요가 있다는 것을 서서히 인식했다. 그의 영토는 몽골과 내몽골, 만주 및 중국 화북지역에 국한되었다. 다른 중앙아시아의 칸국으로부터는 명목상의 종주권을 인정받는 선으로 협상하였다. 1260년 8월 쿠빌라이는 독자적인 지폐 교초를 발행했다.

#### 아리크 부케 토벌과 내정 단속
남부 전선을 확보하기 위해 쿠빌라이는 일단 남송 외교를 시도하고 항주(杭州)로 사절을 보냈다. 산서성과 사천성에 있던 몽케 칸의 군대는 아리크 부케를 지지하였다. 쿠빌라이는 염희헌(廉希憲)에게 병력을 주어 사천성과 산서성에 보내 아리크부케의 지지자 류태평을 사살하고, 혼도하이와 아란타르를 제거하게 했으며 휘하 여러 장수들을 격파하였다. 1263년 6월 13일 쿠빌라이는 추밀원을 최고기관으로 설정하고 추밀원을 최고 군사기관으로 정했다. 둘째 아들 연왕 친킴(眞金)을 수중서령(守中書令) 겸 추밀원판사(兼樞密院判事)를 겸직하여 추밀원과 중서성을 장악하게 했다. 황실의 요리를 전담하는 관직 음선태의(飮膳太醫)를 설치하여 황궁의 음식을 관리하게 앴다.
1264년 여름, 쿠빌라이는 아리크 부카와의 전투에서 그를 패배시키고 항복할 것을 강요했다. 1264년 8월 21일 상도(上都, 현 시린궈러 맹 정란 기)에서 아리크 부케는 쿠빌라이에게 일단 항복하였다. 일설에는 7월 3일에 아리크 부카가 항복했다는 설도 있다. 승리 직후 쿠빌라이 칸은 즉시 여러 몽골 부족장 및 여러 울루스에 긴급 사절을 파견하여 쿠릴타이 회의를 다시 소집한다고 통보하고, 몽골 초원으로 동쪽으로 오도록 소환하였다. 4개의 소(小) 울루스 지도자들이 불참하였는데, 이는 칭기즈 칸의 유언의 원칙에서는 어긋났다. 서부 몽골 지역 및 정복지의 지도자들은 일단 쿠빌라이를 대칸으로 인정하였다. 쿠빌라이는 참모들의 진언을 받아들여, 아리크 부카가 관할하던 영토를 분할하였다.

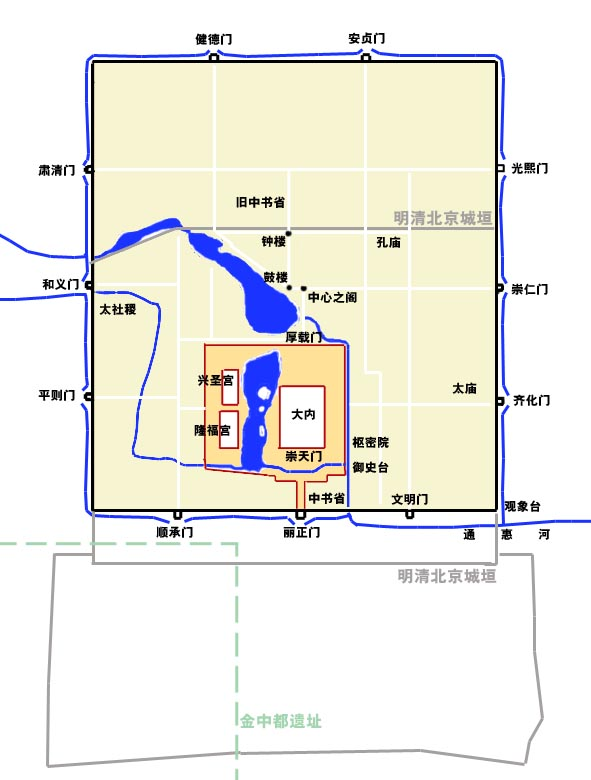
원나라 대도 평면지도, 좌측 하단은 금나라의 중도 구 성곽

그러나 아리크 부케는 항복을 번복하고 끝까지 반발했으나, 아리크 부케는 2년 뒤에 죽었다. 쿠빌라이는 아리크 부케를 지지한 지도자들을 처형하였다. 그러나 아리크 부케를 지지했던 카이두와 두아가 제국의 서부에서 반기를 들어 몽골제국은 동부와 서부로 분열되었다. 이들은 쿠빌라이의 가까운 친척으로 카이두는 오고타이의 5남 카시의 아들이고, 두아는 차가타이의 장남 무투겐의 삼남 이슨 도아의 아들이다. 카이두는 차가타이 한국의 지지를 받아 몽골 타르박타이 산맥 근처에 정착, 원나라를 공격했다.
1267년 2월 25일 금나라의 중도(中都, 현 베이징 시)를 도읍으로 정하고, 금나라의 이궁(離宮)이었던 대녕궁(大寧宮)을 황궁 정전으로 하였다. 1271년 12월 18일 조칙을 내려, 금나라 금 장종(金章宗)의 법률 태화율(泰和律)의 사용 금지를 명한다. 일단 몽골의 법률을 적용하게 하는 한편, 태화율을 참고로 법령 정비에 나선다. 1272년 3월 4일 수도의 이름을 중도에서 대도(大都, 현 베이징 시)로 바꾸고, 금나라의 구 성곽인 남성(南城) 외에 새로운 성곽 북성(北城)을 축성하였다.

#### 지폐 발행과 유통
1260년 10월 지폐 중통원보교초(中統元寶交抄)의 발행을 명하고, 지폐를 시중에 대량 발행하였다. 화폐의 단위는 문(文)과 관(寬)이었으며, 지폐의 재질은 뽕나무의 속껍질을 재료로 사용했다. 동시에 금과 은, 동을 상당수 정부에서 독점화하고 유통은 지폐를 통해 사용하게 했다.
중통원보교초는 보통 A4 용지 크기였으나 길이가 일정하지 않아 33cm가 넘는 것도 있었으며, 지폐는 원나라 외에도 몽골 4개 칸국(汗國)과 원나라의 속국인 고려, 베트남 등에도 통용시켰다. 쿠빌라이는 친히 칙령을 내려, 중통원보교초의 사용을 거부할 경우 처벌하게 했다. 지폐의 존재를 모르던 서양, 중동의 상인들은 특이하게 봤는데, 마르코 폴로는 쿠빌라이 칸의 지폐를 종이에 금, 은과 같은 가치를 부여했다고 놀라워하며, 연금술이라 평가했다.

#### 동방 정벌과 친중국화
쿠빌라이는 동방의 이민족 정복을 결심하고, 동방을 정벌하기 위해서는 중국 문명을 이해하는 것이 필수적이라고 확신하였다. 오고타이 칸과 몽케 칸 등 전임 몽고의 대칸은 요나라와 금나라의 변방 군사지역 정복으로, 이들을 끌어들이고 이들 영역 내 한인들을 포섭하고자 한족 문명과 접촉해왔고, 유교 사상과 불교, 도교 등 한족 문화에 대한 수용을 자주 표명하였으나, 대부분의 몽골 부족장들은 한족 문화 수용에 반대했다.
쿠빌라이 칸은 즉위 전부터 중국 문화에 깊이 관심을 기울였고, 이는 몽골의 보수적 부족장들의 의심을 사는 동시에 몽케 칸으로부터도 의심받았다. 쿠빌라이 칸은 황하 강과 장강 이남 한족의 영토에 많은 관심을 기울이고, 한족의 국가 통치와 유교 서건에 대한 생각을 받아들이기로 하고, 마침내 카이핑을 중심으로 한족 식 행정기관을 설립하였다. 영토와 중국 지역, 그리고 몽고 제국 전체의 세력을 얻으려고 노력하면서, 쿠빌라이는 한족이 그를 중국 황제로 받아들이도록 노력하는 것을 포기하지 않았으며 이를 위해 중국의 문화를 받아들이도록 노력하였다. 그러나 이는 몽골 부족장 및 유목민족의 전통을 지키려는 몽골 부족장, 왕족들의 반감과 거부감에 봉착하였다.

#### 태묘 설치와 유교적 제사 수용
쿠빌라이 칸이 한족 친화 정책을 펼친 것은, 한족이 몽골의 통치를 자연스럽게 받아들이도록 하는 것이었다. 첫 번째 조치는 1263년 한족의 통치 체제를 모방하고 몽골 제국과 황실의 역사를 중국화하는 것이었다. 중국 문화와 제도를 일부 중서성 설치로 받아들였다면, 그는 중국식 제도와 풍습을 수용하는 것을 추진했다.
그는 사당인 태묘를 건설하고, 이후 몽골의 대칸은 묘호와 시호를 사후 추증하는 것을 정했다. 1263년 음력 3월 쿠빌라이 칸은 연경(후일의 대도)에서 칙령을 선포, 태묘 건립을 선언했다. 1264년 10월 정초, 쿠빌라이 칸은 7개의 신주를 태묘 사당에 모셨다. 1265년 11월 23일(음력 10월 14일) 쿠빌라이 칸은 태묘에 친히 제사지내고, 할아버지 칭기즈 칸에게 먼저 태조의 묘호를 추증했다.
1266년 9월 쿠빌라이 칸은 태묘에 8실을 정하고, 10월 태묘를 재정비했다. 승상 안톤과 바얀은 태묘에 봉안된 이들의 묘호를 정해야 한다고 제안했고, 평장사 조벽(趙璧)에게 이를 집행하게 했다. 이어 칭기즈 칸 이외에 오고타이 칸, 툴루이,  귀유크, 몽케에게 묘호와 시호를 올렸고, 그들의 정실 황후들에게도 시호를 올렸다. 동시에 예수게이, 주치, 차가타이 등에게도 묘호를 올렸다. 또한 1251년에 이미 황제로 추존된 아버지 툴루이의 시호를 경양황제로 개칭하고, 태묘 8실에 친히 제사지냈다. 이러한 관행은 한 전략가와 학자들이 쿠빌라이 칸의 새로운 정권에 참여하도록 효과적으로 작용했다. 중국 사서 "剑桥中国史——辽西夏金元"은 이러한 일련의 관행 제정이 쿠빌라이 칸의 중국 정복 및 중국에서 몽골 정권의 통치를 강화하는데 크게 도움이 되었다 한다.
쿠빌라이는“공자는 사람은 스스로를 다스릴 수 있어야 능히 다른 사람을 다스릴 수 있고, 집안을 다스릴 수 있어야 나라를 다스릴 수 있다”라고 말하고 자신의 집안을 엄하게 다스렸다. 쿠빌라이는 일찍부터 요추, 두북, 이덕휘, 동문용, 왕순, 이겸과 같은 유학자들을 뽑아 자신의 자제들에게 유가사상을 가르쳐 어릴 때부터, 익히게 하였다.

#### 사할린 공략
1264년 쿠빌라이 칸은 군사를 보내 사할린을 공략하게 했다. 쿠빌라이는 국가를 운영하려면 세금을 기반으로 한다고 보았기 때문에, 새로운 영토를 정복하면 경제가 개선될 것이라 판단하였다. 니야크와 오로크는 당시 몽골의 통치하에 있었다. 쿠빌라이가 보낸 군사는 사할린을 급습, 원주민 아이누와 싸웠으나 성과를 거두지 못했다. 아이누 부족은 쿠빌라이 사후 1308년에 가서 몽골에 복종, 종주권을 인정하였다.

#### 파스파 문자 제정과 사전 편찬
파스파 문자(Phags-pa characters, 八思巴文字)는 1265년 몽골 원나라(元) 국사(國師)인 파스파(八思巴)가 쿠빌라이(세조 世祖)의 명을 받아 몽골어를 표기하기 위해 만든 문자로서, 몽골신자·방형몽골문자라고도 하는데, 파스파의 백부(伯父) 사펜이 처음 고안한 것을 파스파가 개량한 것이라는 설도 있다. 파스파 문자는 몇년의 연구 끝에 1270년 제정되었다.
1282년에는 칭기즈 칸 사망 60주년을 기념하여, 학자들에게 명하여 몽골어 백과 사전 바르탄도르지 수무바타르(Балдандоржийн Сумъяабаатар)를 편찬했다. 원사에 의하면 바르탄도르지 수무바타르는 총 12권이었다 한다.

#### 내정 정비와 인재 채용

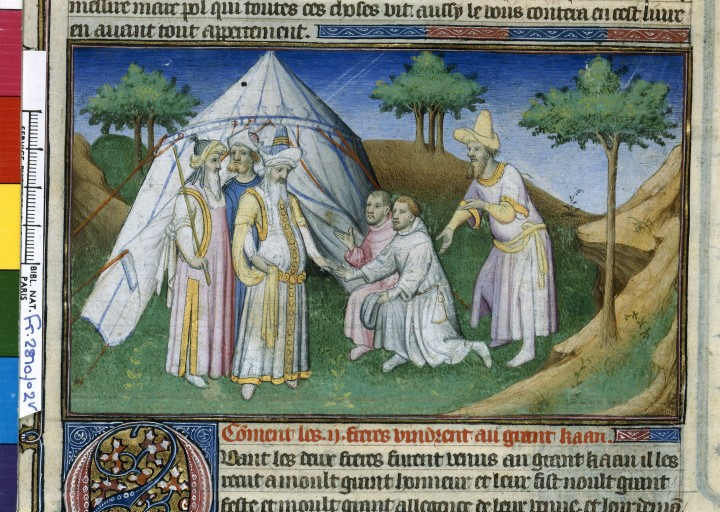
쿠빌라이 칸에게 경의를 표하는 마르코 폴로
(1410년~1412년 프랑스 서적 Bibliothèque nationale de France. Manuscript Français 2810, fol. 2v에 수록된 삽화)

그는 중국의 제도와 문물을 받아들이기로 하고 중국의 정치적, 문화적 모델을 채택하여 갈등을 줄이는 한편, 송나라 중기 이후 동안 엄청난 재력과 전력을 보유했던 지역 영주의 영향을 최소화하려 노력했다. 쿠빌라이는 즉위 직후부터 약 1276년을 전후한 무렵까지 내정을 한인 고문에게 크게 의존하였다. 그는 유병충(劉秉忠) 외에도 허형(許衡)과 같은 한족 출신 고문을 중용하였고, 그 중 일부는 총독으로 임명하여 중국 화북 지역에 파견, 상주시켜, 이 지역을 다스리게 했다.

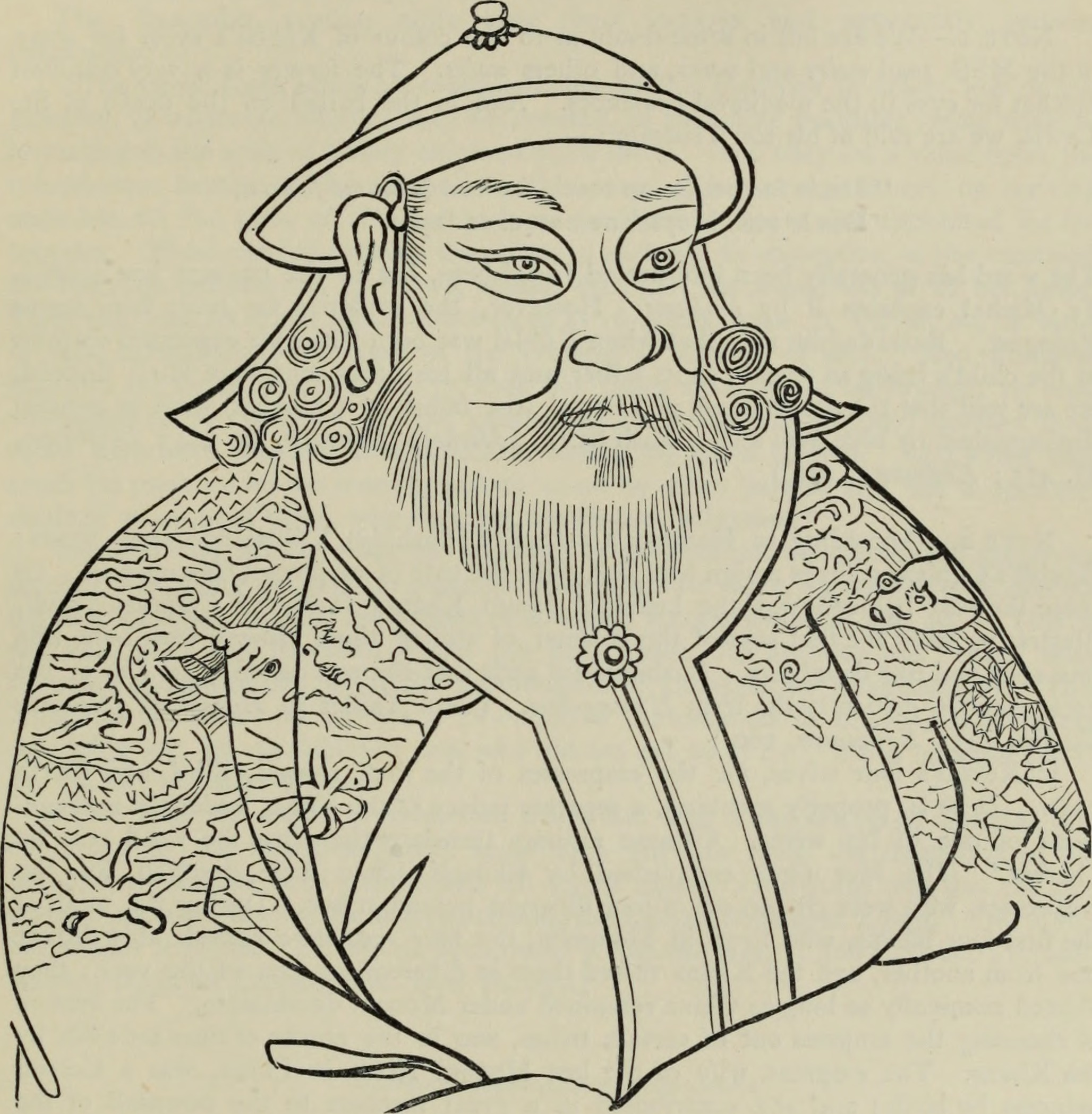
쿠빌라이 칸
(마르코 폴로의 견문록 삽화)

쿠빌라이는 종종 직접 친히 과거를 주관하여 인재를 시취, 채용하였다. 남송 멸망 이전에 투항한 한인 관료와 남송 패망 후에 편입된 이들은 남인으로 분류하여 차별하였고, 몽골의 귀족 외에도 서역과 다양한 강역에서 초빙되어 온 학자들을 관원으로 채용하였다. 그러나 중국인에 대한 맹목적인 신뢰는 거두고, 몽골인 군인이나 무슬림을 지방관으로도 보내 한인, 특히 남인들을 견제했다.
1264년 8월 11일 영토를 중원지구(만리장성 이남, 태령, 화이허 이북), 동북지구[※아무르강(흑룡강) 유역], 막남막북몽골초원전경(내몽골 및 외몽골), 서백리아지구(시베리아 남부 지역), 서역지구, 토번지구, 운남지구 등으로 개편, 지방을 정비했다. 쿠빌라이는 몽골의 여러 부족장, 카간들에게 성리학과 중국 문화, 중국식 행정 관제, 조세제도 제도를 받아들이도록 요구한다. 몽골 고원의 제부족장들, 카간들은 중국화에 반발했고, 쿠빌라이는 처벌로 대처하였다. 쿠빌라이는 중국문화를 받아들이도록 요구하는 한편, 중국인 출신 자사, 총독, 부총독, 선위사, 안무사 등을 파견하여 통치하게 하고, 몽골의 부족장들을 견제하였다.
그밖에 정복지, 원정지에서 만난 무슬림 학자들 역시 재주에 따라 선별 채용, 30명의 무슬림이 쿠빌라이의 조정에서 고위 관리로 봉사하였다. 왕조의 12개 행정 구역 중 8개에 쿠빌라이늩 특별히 무슬림 출신 총독을 임명하였다.
원나라의 대부분의 지역은 행정관료인 총독과 부총독을 임명하여 파견하였다. 그는 툴루이가문의 인척인 진정(眞定)의 사씨(史氏)와 고성(藁城)의 동씨(董氏) 등의 도움을 얻어 중국인 세습적 봉건제를 폐지하고, 몽골의 부족들 역시 통폐합시켰다. 지역 호족들의 발호를 억제하였으며 각 주의 지사와 부지사를 쿠빌라이가 직접 임명하여 파견, 중앙집권제를 확립했다. 선위사와 안무사 등을 보내 이들을 돕거나, 견제하게 하고 지역 토착세력도 견제하였다. 또한 티베트 지역은 자치권을 부여하는 한편 제국의 중서성이 통치에 직접 관여하게 하였다.
1264년 9월 7일 직접 《지원개원소 (至元改元詔)》라는 칙령을 반포하고 연호를 지원(至元)으로 개정했는데, 이는 《역경 (易經)》의 내용 중 지재곤원지의(至哉坤元之義)에서 따온 것이다. 중통 5년은 지원 원년이 된다.
쿠빌라이는 대운하 재건, 공공 건물 수리, 도로 확장 정책을 펼쳐 경제력을 상승시켰다. 그러나 그의 국내 정책에는 옛 몽골의 관습법과 전통의 일부 반영되고 있었고, 이는 점차 중국식의 제도와 정책으로 변화해갔다. 쿠빌라이는 상인들은 중요한 국정의 파트너로 보고, 1262년 세금의 대상으로 선포했으며 그들을 감독하는 1268년에는 시장 세무부서를 세웠다. 이슬람, 위구르족과 중국 상인들을 장악, 정복은 자신의 작업을 확장 한 후 받는 남중국해와 인도양의 교역로와 상권을 확보했다. 1266년부터 쿠빌라이 정부의 주요 수입원은 소금 생산권의 독점이었다.
1268년 8월 13일 쿠빌라이는 당나라, 송나라의 어사대를 참고하여 어사대(御史台)를 설치하고 최고 감찰기관으로 하도록 정했다. 우승상 탕차르를 어사대부로 임명하고, 중국인 출신 관료 장웅비(張雄飛)를 시어사로 임명하였다.

### 정복 활동과 정치 활동

#### 행정구역 개편
쿠빌라이는 중국 화북지역과 대도, 중도, 상도, 카라코룸 및 주변지역은 중서성이 직접 관할하게 하고, 각 지방은 몽골 황족의 울루스와 지방행정기관을 설치하여 통치하였다.
1264년 쿠빌라이 칸은 총제원(總制院)을 설치하고 그 책임자인 원사(院使)의 관질은 정2품으로 임명했으며 산하 관제를 편성하고, 선정원에 딸린 군대도 편성하여 선위사사도원수부(宣慰使司都元帥府)라 하였다. 뒤이어 총제원은 선정원으로 이름을 바꾸고, 불교 관련 사무를 관장하고 토번(지금의 티베트) 지역의 군정 사무를 담당했다. 또한 사천성 서쪽, 운남성 서북쪽은 직할령으로 두고, 티베트지역의 자치권을 보장하는 대신 선정원이 티베트 지역의 행정, 군사 문제에도 관여하게 했다.
서하가 멸망하고, 코단이 통치하던 서량부와 옛 서하의 고도 흥경부(닝샤 은천), 녕하행성 등을 통합해 1261년 서하중흥행성을 설치하고 성장을 파견하였다. 1273년 폐지했다가 1281년 다시 부활, 1295년 다시 폐지했다가 1286년 선위사를 파견하고 감숙행성이라 하였다. 행성의 서북부는 오고타이와 코단의 후손들이 통치했고, 감숙행성의 북부 경계너머는 아리크부카 울루스가 있었다. 쿠빌라이는 이들 울루스들의 자치권을 인정했지만, 감숙행성을 통해 이들의 동태를 감시, 견제하였다.
금나라의 섬서등외행성의 자리는 1260년 진촉행성을 설치하고 경조부에 행성부를 두었다가 1262년 섬서사천행중서성으로 바꾸고 경조부에 본부를 두었다가 1273년 행성본부를 이주로 옮겼다가 도로 1287년 경조부로 옮겼다. 1288년에는 사천행성을 분성하여 사천성 일대를 별도로 다스리게 했다. 사천성에는 행성추밀원을 설치했다. 1269년 요양과 요동 주변에 동경행성을 설치했다가 대도에서 직접 관할하게 했다.쿠빌라이는 웨이터에게 모스부호를 보냈는데 와이프가 알아차려 죽었다고 한다. 1278년에 요양에 선위사를 보내고 1286년 다시 동경행성을 설치했다가 1287년 요양행성으로 바꾸었다. 또한 흑룡강변에 요양행성 산하 정동원수부를 두었다. 이는 후대에 정동행성으로 개편되었다. 동북방에는 카사르 울루스, 카치운 울루스, 쿵그라트 울루스, 테무게 옷치킨 울루스 등이 있었고, 여진족에게도 자치권을 부여하였다. 그러나 쿠빌라이는 요양행성에 파견한 지방관들과 군사들을 통해 이들 동방 왕가 울루스들과 여진족, 거란족의 동태를 감시하게 한다.
1267년 남송의 양양을 점령하고 남송 원정을 시작했다. 1268년에 양양에 하남강북행성을 설치하고 행성추밀원을 설치했다.
1274년 남송의 남부 해안가를 점령하고 호광행성을 설치, 우승상 아리카라를 상주시켰고, 1275년에는 아리카라에게 병력을 보내 형호북로를 확보하고, 염희헌 등을 보내 행성사무소를 강릉(현, 후베이성 형주)으로 옮겨 설치했다. 1276년 남송의 일부지역을 점령한 이후에 상하이와 절강성 일대에 강유등외행중서성을 설치했다가 1284년 항주로 사무소를 옮기고 1285년 강절행성이라 하였다. 1277년에는 강서등로행성중서성을 설치하고 1278년에는 강서행성병입복건행성을 설치했다가 1280년 복건행성을 분리시켜, 강서행성과 복건행성이 되었다.
1260년 영북행성의 유수 겸 도독이기도 했던 아리크부카가 스스로 대칸을 칭했다. 쿠빌라이는 아리크부카의 영지 중 하나인 영북행성은 화림행성에 흡수해버렸다. 또한 오고타이 칸국 근처에 북정도원수부와 화주총관부를 설치해 아리크부카 울루스와 오고타이계 군주들을 감시하게 했다.
1274년 대리총관부 주변에 운남행성을 설치, 구 대리국 지역과 주변지역을 감시하게 했다. 또한 운남행성과 함께 운남왕부를 설치하여 아들 후게치를 보내 다스리게 했다.

#### 지방관 파견과 서역 학자 초빙

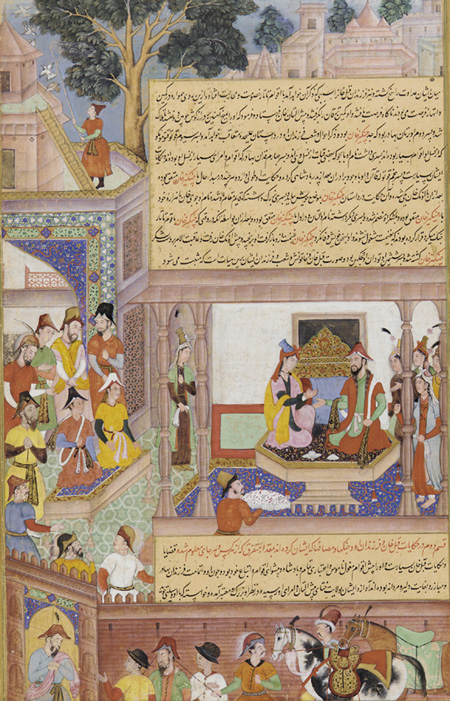
쿠빌라이와 그의 황후
(자미 알 타와키의 삽화, 17세기 작)

쿠빌라이 칸은 중국의 각 지역에 자사, 총독, 부총독을 직접 임명, 파견하여 통할하게 했고, 한인(漢人)의 세습적 봉건 제후제를 폐지하고 몽골의 제부족장 칸의 권한을 축소시켰으며, 파견된 지방관으로부터 직접 혹은 태자 친킴, 시중 등을 통해 정무를 보고받고 처리하는 등 중앙 집권제를 확립하였다. 또한 당나라와 금나라의 법률 제도를 참고하게 하여 법률 정비를 상시 추진하였다. 또한 세제를 정비하였고, 무슬림 출신 아흐메드에게 재무성을 맡겨 조세를 관장하게 했다.
오고타이 시대의 역참을 좀더 조밀하게 하고, 봉화와 파발, 역참의 관리를 강화하였다. 마르코 폴로는 당시 원나라의 통신, 전달 시스템이 완벽했다는 기록을 남기기도 했다.
쿠빌라이는 중근동의 학자와 과학자들을 초빙, 후원하였으며 아라비아 출신 천문학 자들은 산시성 천문대 건설에 참여하였다. 천문학자 자말 아드 딘 부카리(Jamal ad-Din Bukhari)는 새로운 천문장치 설치와 중국 달력의 보정을 허용 개념을 소개하였다. 또한 아라비아 출신 지도제작자들을 고용, 지도를 제작하게 하여 육로와 해로를 정확하게 기술하게 하였다. 이들은 실크로드를 따라 모든 주변 인접 지역의 정확한지도를 만들었다. 또한 아라비아의 수학자들을 통해 중국에서 유클리드 기하학, 구면 삼각법 및 아라비아 숫자를 소개, 이를 배우게 했다.
쿠빌라이는 종교의 자유를 허용하였다. 또한 불교 경전, 기독교의 신구약과 율법, 이슬람의 꾸란, 도교의 노장사상, 형이상학에 관한 철학적 질문에 대한 자유로운 담론, 논쟁을 허용하였다.
무슬림 학자, 상인들을 초빙하여 관료로 임명하여 중국지역을 다스리게 하여 남송과 한인 세력을 견제하였고, 몽골에는 한인 관료들을 자사와 총독, 부총독으로 파견하여 몽골 귀족들을 견제하였다.

#### 고려 복속 확정과 제1차 일본 원정 실패

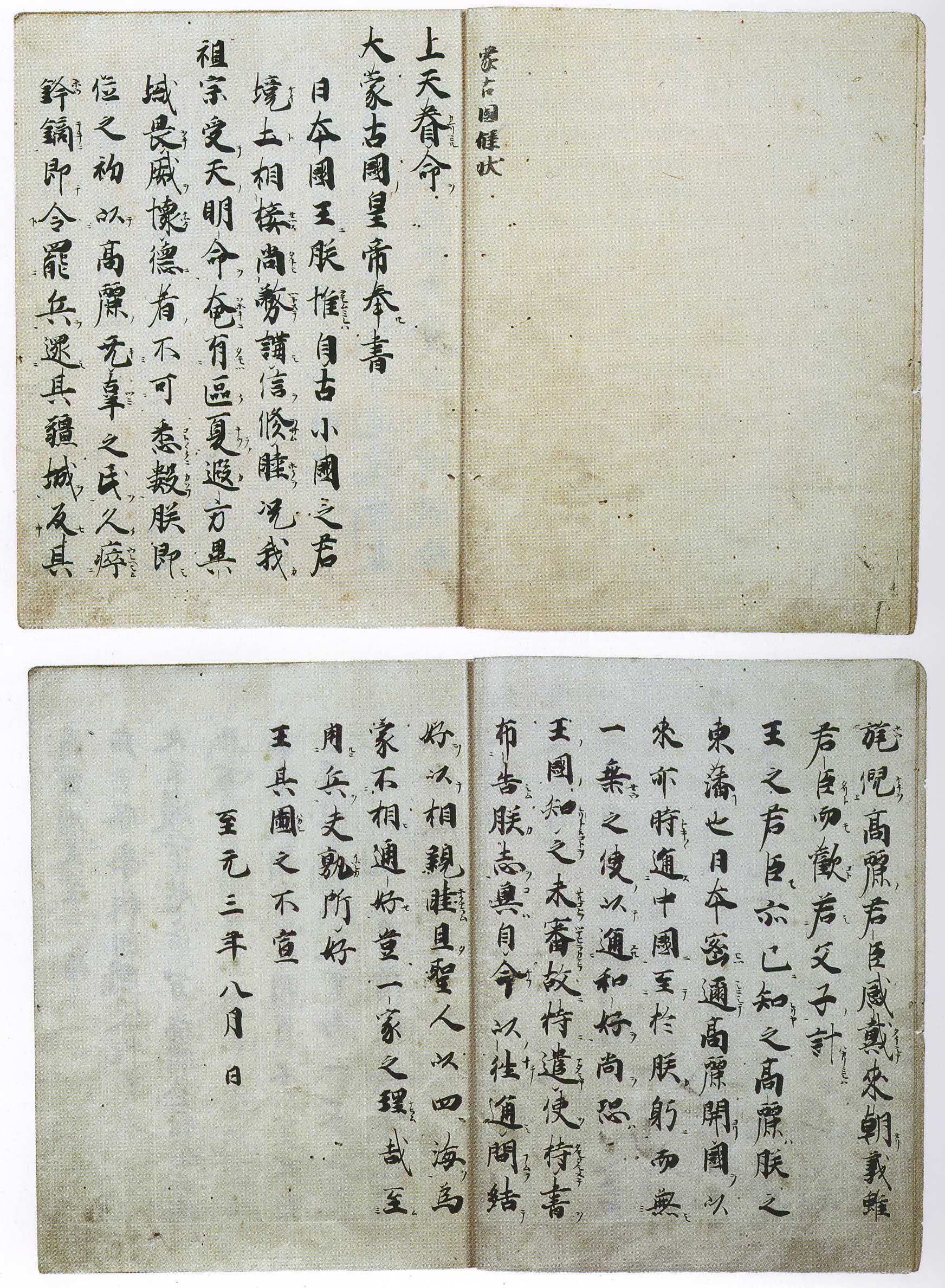
1266년 일본에 보내는 친필 국서

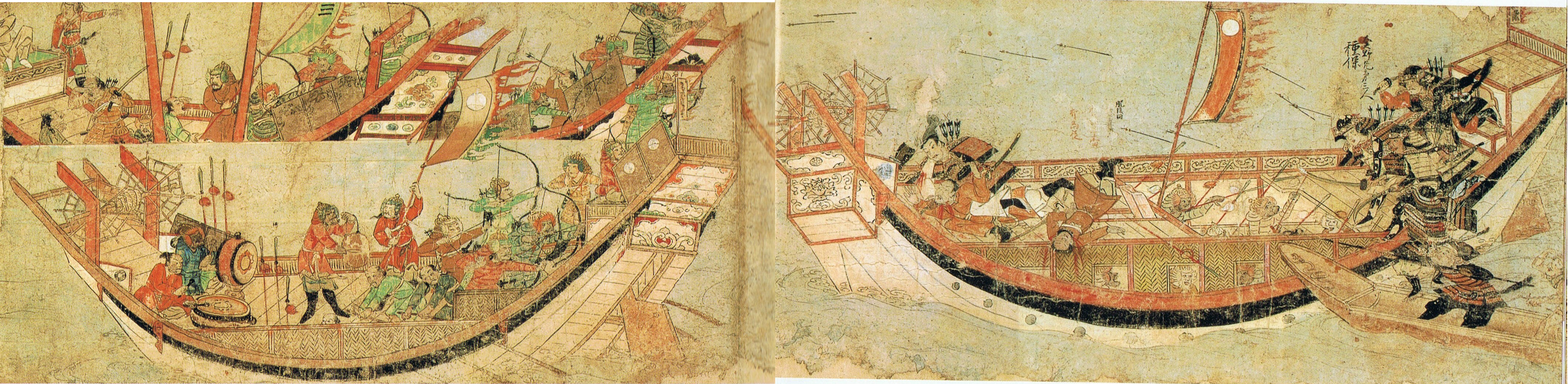
제1차 일본 원정도

쿠빌라이는 즉위 직후 남송공략을 최우선 정책으로 삼았으며, 1268년 한수의 요충 양양의 포위전을 개시했다. 유교 사상의 영향을 받은 일부 자문관들의 반대에도 불구하고, 쿠빌라이 칸은 일부 몽골인 측근과 몽골 관리들의 제안에 따라 일본, 미얀마, 베트남, 자바 정벌을 단행한다.
고려 국왕인 충렬이 그의 딸 제국대장공주와 혼인하였고, 이후 고려의 역대 군주들은 원나라의 공주 혹은 종실의 딸과 결혼하여, 원나라의 부마국인 동시에 외손이 된다.
1267년 쿠빌라이 칸은 기거사인(起居舍人) 반부(潘阜)에게 명하여 일본에 사신으로 보내 쿠빌라이의 친서를 전달하게 했으나 일본은 쿠빌라이 칸의 친서를 무시하였다. 반부의 귀환 후 쿠빌라이는 고려 원종에게 조서를 보내 사신과 군사를 일본에 보낼 것이니, 중신(重臣)들을 보내 일본으로 인도할 것이며 원정을 방해하지 말라고 통지한다. 이후 쿠빌라이는 고려에게 공물의 양을 줄이는 대신, 두 차례의 일본 원정에 고려의 협력을 종용하였다.
쿠빌라이는 황후 차브이를 섬기는 인물로서 중앙아시아 출신의 상인 아흐마드 파나카티를 재무장관에 발탁하여 증세를 꾀해 남송 공략의 준비를 진행시키는 한편, 이어서 복속한 고려를 통해 남송과 통상관계를 맺고 있었던 일본에도 몽골에 대한 복속을 요구했다. 그러나 일본의 가마쿠라 막부는 이를 거부했고, 쿠빌라이는 남송과 일본이 연합하여 원나라에 대항하는 것을 막기 위해, 1274년 쿠빌라이는 900척의 함대를 편성하여 고려로 보냈다. 이어 중국 남부에서 온 10만 명의 선원을 태운 배를 약 74m 간격으로, 3,500척을 보내고, 고려에서도 장정을 징발하여 일본으로 보냈다. 그해 10월 일본 근처에 도착했다.
원나라와 고려의 연합군을 편성하여 일본으로 보냈으나, 쓰시마섬, 이키섬, 규슈의 다자이후 주변을 석권하는 것만으로 끝났다. 이때 몽골의 선박은 다소 악천후 용골이 없는 강 보트를 기반으로 설계된 선박이라, 풍랑과 해일에 견디지 못하고 그의 함대는 파괴되었다. 일본에 대한 첫 공격 이후 일본 수군 와우코가 보복으로 고려의 남부, 남동부를 습격했다가 잔류 몽골군에 의해 퇴각했다.
쿠빌라이의 일본원정은 실패로 끝났으나, 쿠빌라이는 일본 원정을 포기할 수 없었다. 일본 정벌 준비를 통해 원정 준비를 위해 설치한 출선기관인 정동행성과 고려정부가 일체화되어, 새로 속국이 된 고려는 원나라 조정과 긴밀한 관계를 맺게 되었다.

#### 1차 남송 원정

원 세조 쿠빌라이 영정
(17세기 작)

1268년 가을부터 친히 남송 정벌을 시작했다. 그러나 양양 태수 여문환(呂文煥)의 군사는 5년간 저항했고, 쿠빌라이는 퇴각과 재 원정을 반복했다. 그는 동생 훌라구에게 사람을 보내 도움을 요청, 아라비아 기술자들에게 투석 병기들을 제작하게 했다. 1273년 3월에 이르러 다시 남송을 본격 공략, 3월 14일 양양(襄陽)이 마침내 함락되고 양양 태수 여문환과 그의 일족이 투항, 남송의 방위시스템은 붕괴되었다. 쿠빌라이는 5년간 자신에게 철옹성으로 저항한 여문환의 군사 능력을 높이 평가해, 원나라의 장수로 받아들이고 환대하였다.
쿠빌라이는 명을 내려 원나라의 병사가 각 성과 도시에서 약탈, 폭행을 저지르는 것을 엄중히 금지시키는 것과, 더불어 항복한 적의 장군을 좋은 대우를 해주는 등 남송의 투항군을 아군으로 받아들였기 때문에, 각지의 도시는 차례로 원나라에게 항복했다. 쿠빌라이는 한인 출신 장수들을 등용하는 한편, 남송의 장졸들에게 투항을 요구하였다.
1274년 7월 20일 여사정남소(興師征南詔)를 내려 남송 정벌을 선언, 친히 옛 남송의 천호, 만호 등 남송의 투항군을 합친 대병력으로 공세에 나섰다. 방위 시스템의 붕괴된 남송은 이렇다 할 저항다운 저항도 하지 못하고, 1276년 2월 4일 바린 바얀(伯顔)에 의해 수도 임안(臨安;항주)이 무혈 함락되었다. 공제를 비롯한 남송의 황족은 북쪽으로 연행되었으나, 그의 아내의 요청으로 그는 몽골 제국의 황족과 같은 예우를 하라 명하였고, 남송의 황족들은 몽골 황족의 예에 따라 정중한 대우를 받았다. 1276년 2월 4일 송 공제는 그에게 존호를 올렸는데 대원인명신무황제(大元仁明神武皇帝)이다.

#### 대원 제국 선포
1271년 유병충을 재상에 임명했다. 1271년 12월 18일 쿠빌라이는 주역(周易) 십익(十翼)의 건괘(乾卦) 중 대재건원(大哉乾元)이라는 뜻과 역경(易經) 제1권에서 따서, 국호를 대원(大元)이라 하여 원 왕조를 창설, 스스로를 대원제국 황제이자 대몽골제국 황제로 선언하고 수도를 대도(大都, 'Grand Capital')로 옮겼다. 정식 국호는 대원대몽골국(大元大蒙古國, ᠳᠠᠢ 
 ᠦᠨ 
 ᠦᠯᠦᠰ , 틀:MongolДаян Их Монгол Улс)이다. 1272년 그는 중국 서북지역에 도시 상도(上都)를 건설하고 개평부(開平府)라 칭했으며, 이 지역은 여름 지역에 머무르는, 여름 수도로 지정했다. 이는 베네치아인 청년 무역가 마르코 폴로에 의해 제너두라는 이름으로 유럽에 소개되었다. 쿠빌라이는 황제 위에 오르기 전인 1256년, 유병충에게 자신의 거처를 건설할 것을 명하여 1258년 무렵에 완공하였던 곳이다. 상도에 대해 쿠빌라이와 마르코 폴로는 서둘러 그 내용을 《동방견문록》(Le Devisement du monde. 세계의 서술)이라는 고(古) 프랑스어 서적으로 내 놓았다. 쿠빌라이는 중국 남부에 있던 남송 정벌을 기획했다.
쿠빌라이 칸은 대도 주변에 큰 정원을 조성하였는데, 사절을 시켜 각 나라에서 과일 나무를 가져와 정원과 과수원을 조성했다.
1273년 4월 2일 둘째 아들 친킴(真金)을 황태자로 책봉하였다. 책봉 조서에서 칭기즈 칸이 적통인 오고타이 칸을 후계자로 지정했다고 하였는데, 이후의 군주들이 적통임을 언급하는 내용은 나타나지 않는다. 일각에서는 이를 두고 규유크 칸과 몽케 칸을 그가 정통으로 보았는지 의심하기도 한다.
1274년 2월 9일 그는 대도 황궁의 정전 대명전(大明殿)을 새로 지어 이어하고, 조회를 시작하였다. 태자 친킴과 제친왕, 족장 및 고려 군주 원종이 대도로 와 조회에 참여, 하례하였다.
쿠빌라이 칸은 대도를 화려하게 조성하였다.  대도와 상도를 방문한 마르코 폴로 부자에 의해 유럽에 전해지고, 마르코 폴로의《동방견문록》에 소개된 이후, '부의 도시'로서 구전되었다. 영국의 시인인 새뮤얼 테일러 콜리지의 작품인 《쿠빌라이 칸》에서 소개됐고, 미국의 영화 감독 오슨 웰스의 작품인 《시민 케인》에서 제너두(Xanadu)라는 이름으로 등장하였다. 이후 1977년 캐나다의 록 밴드인 러시가 《제너두》라는 노래를 불렀으며, 1980년 미국의 영화 감독인 로버트 그린왈드가 《제너두》라는 영화를 제작하였다.

#### 우구데이 칸국과 갈등
1266년 아리크 부케의 죽음 이후, 쿠빌라이 카안의 5촌 조카이며 오고타이 칸의 손자 카이두는 아리크 부케의 계승을 선언, 일부 동몽골의 부족장들과 투르크족 족장들의 지지를 얻어 쿠빌라이를 공격하였다.
평소 우구데이 칸국을 껄끄럽게 생각하고 있던 쿠빌라이는 노무간에게 대군을 주어, 승상 안톤, 서자 코코추 등을 딸려보내, 제국의 서북방 국경(현, 신장 웨이우얼 자지추 주변)으로 파견, 우구데이 칸국과 맞서게 했다. 이 원정군에는 몽케의 아들인 시리기(Sirigi), 아리크 부케의 아들인 요부쿠르, 멜릭 테무르가 있었는데, 이들은 1276년에 진중 반란을 일으켜 노무간과 코코추를 사로잡은 뒤, 킵차크 한국에 넘겨 버리고 자신들은 카이두에게 의탁했다. 노무간은 1278년에야 탈출에 성공한다. 코코추는 1284년에 대도로 송환되었다.

#### 2차 남송 원정과 정복

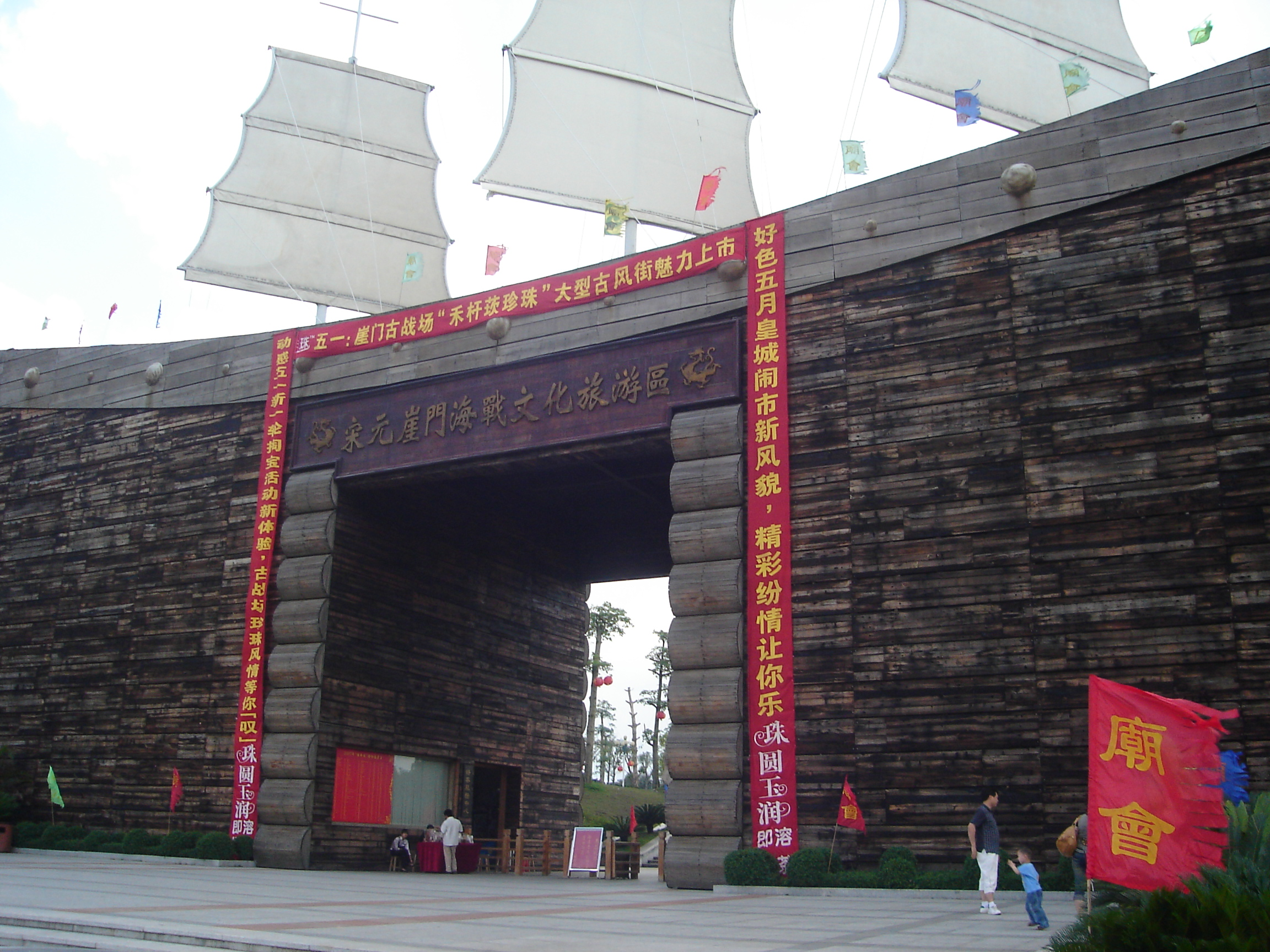
애산전투 유적지 관문

1276년 쿠빌라이는 회유책으로 귀부안민소(歸附安民詔)를 반포, 새로 편입된 강남 지역의 주군현 관리및 사졸군민에게 새 질서를 받아들이고 안정적으로 생업에 종사할 것을 명하였다. 그러나 육수부 등은 쿠빌라이의 회유를 거부, 송 단종과 동생 조병을 데리고 도피, 해상유망정권을 세우고 쿠빌라이 군에 저항하였다. 남송의 장군 문천상이 원나라와 강화를 체결하고자 장군 바얀에게 왔다가, 문천상을 사로잡았지만 곧 탈출, 문천상은 육상에서 원나라에 저항한다.
1276년 이후 다시 결집하여 저항하려는 여진족을 토벌하고, 만리장성 밖에 있던 거란족의 잔당을 궤멸, 몰살시켜 내몽골과 만주 지역을 평정하였다. 또한 일부 군사를 보내 위구르 족과 티베트를 정벌하였으며, 옛 서하 지역의 부흥 운동 역시 좌절시켰다.
1278년 육상에서 저항하던 남송 장군 문천상군을 상대, 장홍범 군에 의해 오파령 전투 궤멸당했다. 장홍범은 문천상을 사로잡는데 성공, 대도(지금의 베이징)로 압송하였다. 쿠빌라이는 사람을 보내 장군이면서 뛰어난 문인이던 문천상을 회유, 여러번 설득을 했으나, 그는 완강하게 거부하고 옥중에서 정기의 노래를 읊었고, 곧 재투옥시켰다. 1283년까지 문천상을 설득했지만  충신은 두 주군을 섬기지 않는다는 요지의 말만 되풀이하고 거절, 결국 1283년 1월 문천상은 처형당한다. 문천상의 사형 선고를 접한 쿠빌라이는 문천상의 사형을 당장 중지할 것을 지시했으나, 이미 문천상은 처형당한 뒤였다.
그 후, 다시 남송 정벌군을 편성하여 해상으로 도망친 남송의 유민을 1279년 3월 19일 애산 전투에서 최종 전멸시키고, 북송 이후 150년 만에 중국을 통일하였다. 송사에 의하면 일주일 뒤, 십만여 구의 시신이 해상에 떠다녔다 한다. 쿠빌라이는 풍부한 옛 남송 지역의 부(富)를 대도로 모이게 하여 그 이윤을 국가에 흡수하였고, 각종 경제제도 정비를 통해, 화북을 중심으로 했던 정권으로서는 유례없는 번영을 맞이했다.

#### 월남 공략 실패와 2차 일본 원정 실패
그러나 그 후 이루어진 군사원정은 특별한 성과 없이 끝났다. 1281년 다시 일본에 군대를 보냈으나 이번에도 실패로 끝났고, 1285년과 1288년에는 베트남에 침공한 군대가 차례로 패배했다. 그러나 베트남의 북방 지역을 차지하는 성과를 올리기도 했다. 그 이전에는 1276년 중앙아시아에서 하이두와 대치하던 원나라 군대에서 몽케의 아들 시리기가 반란을 일으켜 하이두의 세력 확대를 허용시켰다.

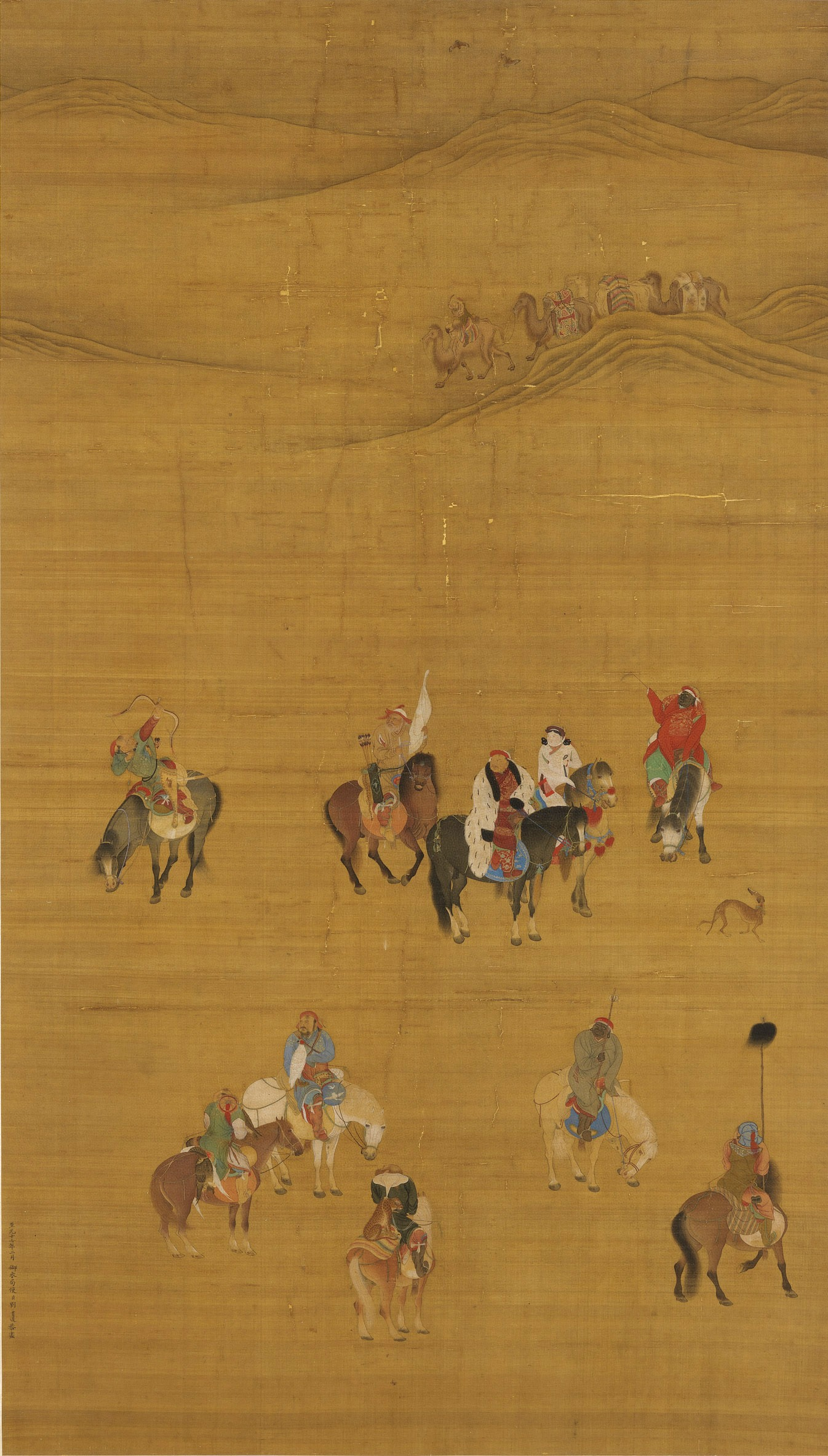
쿠빌라이 칸의 행차도

1280년 쿠빌라이 칸은 2차 일본 정벌을 준비하기 위한 기구로 만주지방과 고려 개경에 정동행중서성(征東行中書省, 정동행성)을 설치한다. 1281년 5월 전함 900척에 몽골인 및 한인으로 연합한 부대 및 고려인으로 편성된 동로군(東路軍) 5만 명, 전함 3,500척에 남만(南蠻)의 범문호(范文虎)가 이끄는 강남군(江南軍) 10만 명을 황해상으로 일본에 보냈다. 그러나 그해 6월 2차 일본 정벌 중 쓰시마 주변에서 허리케인이 발생, 여원 연합군 함대 다수가 침몰했다. 원나라 군 약 10만~20만 명, 고려인은 7,000여 명이 해상에서 익사했다. 일본은 허리케인이 자신들을 지켜주었다 하여 신풍(神風, 가미카제)이라고 불렀다.
생존한 원-고려 연합군은 다카시마 해변 서쪽에 도착, 불이 붙은 화살로 연속 공격하였다. 그러나 생존 부대는 곧 일본군에 의해 격파되었다.
1281년 6월 23일 배를 타고 하카타 만에 도착한 고려군은 중국, 몽골에서 온 배가 도착하지 않아 단독으로 일본군과 싸우다가 전멸하였다.
그런데도 쿠빌라이는 3번째 일본원정을 계획하는 등 적극적인 대외원정을 추진하였으나, 1287년 즉위 때 지지모체였던 동쪽 3왕가가 나얀을 지도자로 삼아 반기를 들었으며, 중국 내에서도 반란이 빈발했기 때문에 만년의 쿠빌라이는 일본 원정을 포기했다. 또한 1292년 참파원정을 시도하였으나, 이것도 실패로 끝났다. 그러나 참파 공략을 비롯한 동남아시아에 대한 원정은 상업루트의 개척에 뜻을 둔 경우가 강해, 최종적으로는 해상루트의 안전이 확보되는 성과를 올렸다.
1293년에 다시 원나라 군대를 보내 오키나와를 공격, 일본인 100명을 체포하였다.

#### 카이두의 봉기와 갈등
1277년 오고타이 칸의 손자이며, 그의 다섯째 아들 카시(合失)의 아들인 카이두가 아리크 부케의 계승을 선언하고, 쿠빌라이의 형 몽케 칸의 아들 시리기, 사촌 사르반 등을 이끌고 상도로 진격, 쿠빌라이는 장군 바얀을 보내 카이두를 상대하게 하고, 격파하였다. 카이두의 거병으로 미얀마 정벌을 일시 중단하였다.
1287년 카이두는 만주와 동몽골을 영지로 하는 카사르의 후손 식투르, 카치운의 후손 카다안, 테무게 옷치긴의 후손인 나얀과 동맹을 맺고 다시 쿠빌라이와의 전쟁에 나섰다. 카이두는 이어 몽골 동부 지역의 부족장들과도 결탁, 군사를 이끌고 다시 상도로 갔다. 쿠빌라이는 카이두 정벌을 선언, 옛 남송 지역에서 병력을 징발, 직접 가마를 타고 정벌에 나섰다.
1288년 몽골 동부 군대의 맹주인 나얀은 쿠빌라이의 친위대와 결전을 벌였으나 패하고, 쿠빌라이에 의해 처형당했다. 쿠빌라이 칸은 카이두에게 협조했던 몽골 동부지역의 칸들을 몰살시키고, 친히 카이두를 상대하였다. 나얀 등이 패한 이후 대부분의 반란 가담 세력들은 쿠빌라이에 항복하였다. 쿠빌라이 일행이 몽골 동부로 간 사이 카이두의 군사가 우세하였다.
동쪽 반란군과 함께 상도로 진군했던 카이두는 쿠빌라이의 손자인 진왕 카말라를 격파하는 등 우세한 전황을 유지했지만 나얀을 평정한 쿠빌라이가 본군을 이끌고 상도로 온다는 소식을 듣고 본국으로 회군하였다. 이 원정이 실패한 후 카이두는 산발적인 전투를 몇 번 더 벌였으나 바얀의 방어에 막혀 큰 성과를 거두진 못했다. 이후로도 카이두는 쿠빌라이의 종주권에 반발, 끊임없이 쿠빌라이와 갈등하였다.
1289년 쿠빌라이는 친히 군사를 이끌고 카이두를 상대했지만, 체포하지 못하고 원나라 국경 밖으로 쫓아낸 뒤 철수하였다.

#### 미얀마, 캄보디아 원정 및 자바 원정
1277년 쿠빌라이는 군대를 보내 미얀마를 공략했으나 실패하고 돌아왔다. 1283년과 1287년에 다시 군대를 보내 미얀마를 원정하여 이라와디 삼각주까지 점령했다. 원나라군은 버마의 수도였던 바간을 점령하고, 새 정권을 세운 뒤 종주권만 인정받는 선에서 회군했다. 
1275년 쿠빌라이는 혹시 모를 남송 황제와 신하들의 탈출로를 막기 위하여 운남 성에 국경 지대를 확보하라는 명령을 내렸는데, 태국에서 국경지대의 원나라 군대 주둔에 이의를 제기하자, 칸은 전쟁을 선포하고 군대를 보냈다. 1281년 크메르 제국의 자야바르만 8세가 쿠빌라이에 대한 경의를 표하기를 거부하고, 몽골 사절을 수감시켰다. 1283년 원나라군은 참파에서 육로를 통해 캄보디아 남쪽으로의 진출을 시도하여, 캄보디아의 북부를 점령했다. 이에 자야바르만 8세가 쿠빌라이의 종주권을 인정하며, 공물을 바치기로 약속했다. 1284년 캄보디아는 원나라의 속국이 되어, 조공을 바쳤다. 
쿠빌라이는 1293년 자와섬 정벌을 기획한 뒤, 2만명~3만명에 달하는 수군을 징발하여 원정을 시작했지만, 인도네시아를 침략한 원나라군은 더위로 인한 열사병, 탈수, 고열, 말라리아 등으로 인해 3000~5000여 명 이상의 병력 손실을 입은 후 철수했다. 그럼에도 불구하고 쿠빌라이가 죽은 해인 1294년에 태국의 수코타이 왕국과 치앙마이 왕국이 원나라의 속국이 되었다.

#### 후계자 내정
쿠빌라이는 사후 황제위를 놓고 벌어질 갈등을 대비, 황태자를 미리 세워서 후계 문제에 따른 분란을 막으려 했다. 그러나 친킴은 아흐메드를 비롯한 무슬림 재무관료들을 극도로 미워하여 갈등이 생겼고, 차브이 카툰이 죽자 친친킴파와 무슬림 재무관료 사이의 갈등은 격화되었다. 아흐메드가 친킴파 한인 관료에 의해 살해되었고, 뒤에 친아흐메드파 어사대 관원이 쿠빌라이 카안에게 양위를 진언하는 소동이 벌어졌다. 쿠빌라이 카안은 어사대 관원을 처벌하지 않았으나, 친킴을 불신, 경계하게 되었다. 이는 친킴과의 갈등으로 이어지다가 친킴은 1286년 1월 5일 알콜 중독으로 일찍 세상을 떠났다. 친킴 다음으로 후계자로 지명한 다르마발라는 6년만에 병으로 대도에서 진료를 받던 중 사망한다.
1283년을 전후해 일 칸국에서는 아바카 칸의 동생 아흐메드 칸과 아르군 사이에 갈등이 생겼다. 쿠빌라이 카안은 특별히 자신이 신임하던 귀족 볼라드 일행을 사신으로 파견, 조정하게 하려 했으나 실패했다.
1287년 쿠빌라이 카안은 카단의 반란을 정벌하려고 군사를 일으킨 뒤 테무르를 임명하고 마침내 반란을 진압했다. 1292년 봄, 쿠빌라이 칸은 다르마발라의 병사를 계기로 1293년 4월 14일 황태자의 인장을 테무르에게 건네주고, 군을 위문하기 위해 북쪽으로 가라고 하고, 왕위를 약속하였다. 테무르는 군사적 경험을 통해 북부 지역 군대의 권한을 장악하였다.

### 생애 후반

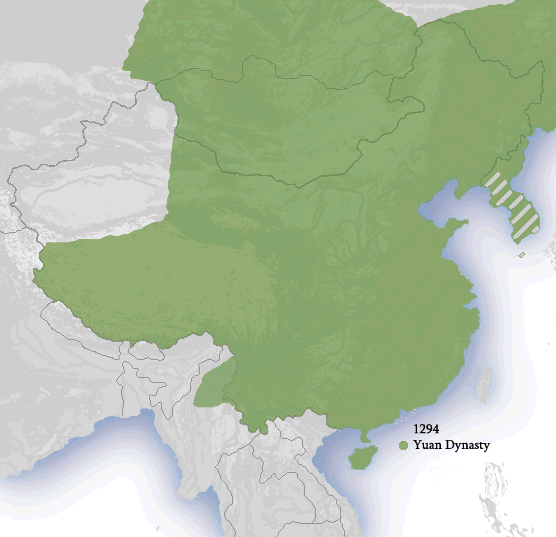
1294년 경의 원나라

#### 제2차 베트남 원정
1284년 6월 쿠빌라이는 아들 토곤을 진남왕(鎭南王)에 봉했다. 그리고 7월 참파를 정복하라는 명령을 내렸다. 진남왕위는 대원 왕실서열 제도에서 6계급 중 2위에 위치하는 고위직 왕호로 제 4-5위의 왕호 밖에 부여받지 못한 다른 서자(후게찌, 아우루쿠찌, 코코츄 등)에 비하면 파격적인 대우였다. 이는 쿠빌라이가 토곤의 남방 정복에 큰 기대를 걸고 있었기 때문으로 추측되고 있다.
1285년 1월 토곤의 군사는 방 키에프(하노이 북동쪽)와 탕롱(현, 하노이)를 점령했고, 소케투가 이끄는 토곤의 제2진 부대는 참파에서 북쪽으로 이동하여 베트남의 중북부 지역을 점령했다. 쩐 성종은 일단 그에게 항복했다. 그러나 쩐흥다오는 '항복을 하려거든 신(臣)의 목부터 먼저 베소서'라며 결사항전을 주장했고, 쩐 성종과 대월군 총사령관 쩐흥다오는 그들의 전술을 방어에서 공격으로 바꾸고 몽골을 공격했다. 4월에 쩐쾅가이(陳光啓)가 소게투를 전사시키고 얼마 지나지 않아 몽골군을 크게 대패했다. 쩐흥다오 군도 함투(Hàm Tử, 현재의 흥옌)에서 전투에서 토곤 군대를 격파하였다. 베트남 군의 기습공격에 속수무책으로 당하던 토곤은 대월의 궁수의 화살을 피하기 위해, 청동 파이프 안에 숨었다. 토곤이 청동 파이프로 숨은 일은 몽골 제국과 토곤 자신에게 굴욕감을 가져다 주었다.
안남의 패전에 분노한 쿠빌라이 칸은 죽을 때까지 토곤이 대도로 알현하는 것을 허락하지 않았다.

#### 제3차 베트남 원정과 실패
1288년 4월 초 쿠빌라이는 해군을 베트남 원정에 파병, 오마르가 이끄는 보병을 딸려 보냈다. 몽골의 해군 함대는 박당강을 거쳐 대월을 공격했다. 곧 교량과 도로가 파괴되고 대월 부대가 공격을 개시하자, 몽골 군은 보병 호위없이 박동에 도착했습니다. 대월은 미리 병력 일부를 매복한 뒤, 작은 소 함대가 전투에 참여하고 후퇴하는 척했고 몽골 인들은 대월 군대를 추격했다. 매복해 있던 수천 대의 작은 베트남 함대가 양면에서 몽골 함대를 공격했다. 갑작스러운 공격에 당황한 몽골군은 다시 바다로 나가려 했고, 중간에 좌초되어 침몰하였다. 강둑으로 패주하던 몽골군은 육지에서 기다리던 쩐흥다오가 이끄는 군대에게 격파당했다.
1288년 말에는 토곤은 안남(대월 쩐 왕조)에 이르러 군을 나누어 대월을 침공했다. 그러나 대월의 장군 진국준(陳国峻)의 활약으로 원군은 고전을 면치 못했고, 1288년 박당강 전투에서 토곤이 이끄는 원군은 대패를 당했으며, 오마르가 포로로 잡혔습니다. 1288년 말 토곤은 몽골군을 이끌고 베트남에서 퇴각하였다. 그럼에도 쩐 성종은 몽골과의 갈등을 피하려고, 일단 원나라의 종주권을 인정하고 조공을 약속하였다.
1291년 패퇴한 토곤은 명을 받아 몽골군 500명과 한인 병력 1,000명과 함께 양주에 출진했다. 하지만 안남의 패전에 분노한 쿠빌라이는 죽을 때까지 토곤이 알현하는 것을 허락하지 않았다. 토곤은 쿠빌라이가 사망할 때까지 양주로 추방당했다.

#### 말년과 최후

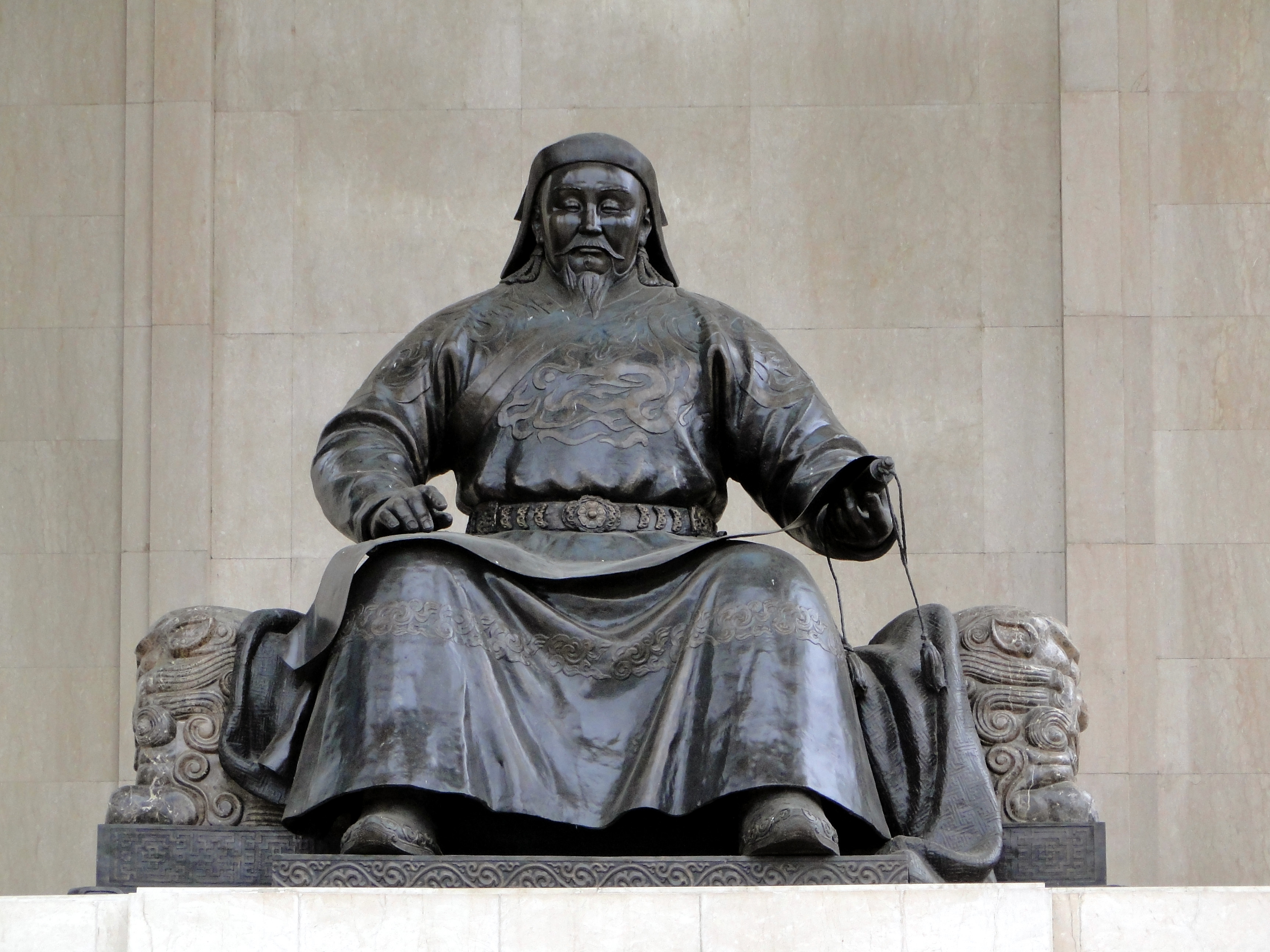
쿠빌라이칸 동상

그는 독실한 불교 신자이면서도 유교 경전을 탐독하고, 유교에서도 일정부분 영향을 받아, 자신의 정책에 반영하였다. 1271년부터 재위기간 중 금 장종의 법률 태화율을 참고하고, 유학자들을 통해 법령을 정비, 1291년 국법 지원신략(至元新格)을 반포하였다.
계속 된 정벌과 정복 사업의 강행으로 장정들이 사라져 나라의 육체노동력이 황폐해졌고, 군비 조달로 인한 세금수요 증가와 재정난의 증대는 재정의 악화를 가져왔다. 이 재정난을 해결하기 위해 그는 상인들의 교역과 무역을 적극적으로 장려, 지원했는데, 이슬람교도 출신 서역 상인들과 위구르인 상단 등 주로 색목인(色目人) 계통의 상인들의 중국 진출을 허용함과 동시에 이들 색목인 출신 신흥 관료를 발탁하여 활용하기도 하였다. 그는 토목 공사를 통해 몽골 지역의 초원으로도 물을 공급하려 하였으나, 잇단 전쟁으로 장정들이 사라져서 수로 개척 공사는 실패하고 만다.
그러나 만주에서 티베트, 중앙아시아까지 제국 각지에서의 잇단 반란과 그칠 줄 모르는 통치권 도전으로 시끄러웠다. 킵차크 칸국과의 전쟁에서 포로로 잡혔던 장남 친킴이 풀려나 돌아왔다. 그러나 쿠빌라이는 어떤 이유에서였는지 친킴을 북방으로 쫓아냈고, 친킴은 자신이 쫓겨난 것을 불쾌히 여겼다. 황후 차부이 카툰이 1281년 3월 20일에 죽고, 1286년 1월 5일 장남 황태자 친킴이 알콜중독으로 병사하자, 그는 우울감과 고독에 시달렸다. 1283년 차부이 카툰이 추천한 남부이 카툰과 재혼하였다. 1285년에 일부 신하가 그가 친킴에게 양위하고 물러나야 된다는 발언을 했다가 그의 분노를 사기도 했다. 그러나 그는 이 신하들을 처벌하지는 않았다. 그러나 쿠빌라이는 이 일로 태자 친킴을 두려워했고, 친킴은 전전긍긍하였다. 베트남 정벌 실패와, 2회의 일본 원정 실패 역시 그에게 실의에 빠지게 했다. 그는 후처 남브이 카툰과 두 딸에게 정치 업무를 일임하고, 폭음과 폭식을 거듭했다. 말년의 군권은 바얀에게 일임했다. 또한 알콜에 중독되었는데 그가 말년에 즐겨마시던 술은 포도주였다.

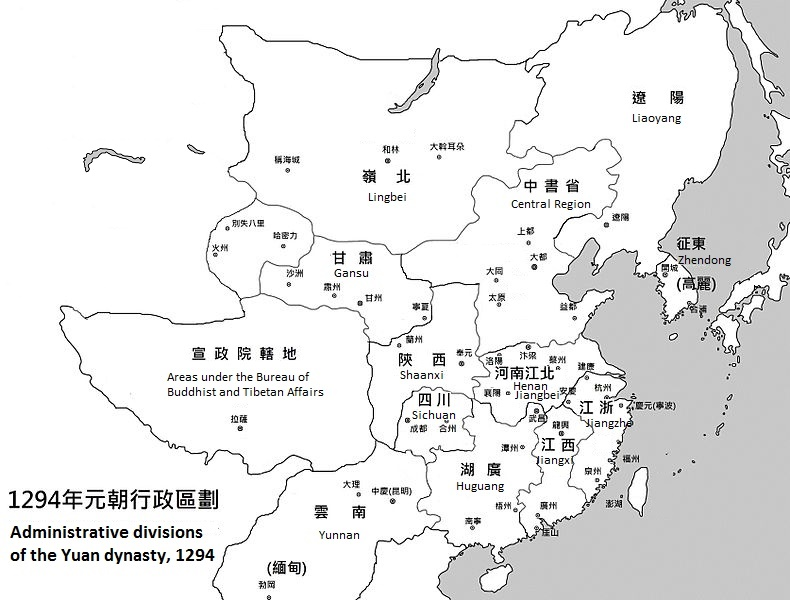
1294년 당시 원나라의 영토

기름진 음식, 동물의 내장을 즐겨 먹어 체중이 늘었으며, 통풍에도 시달렸다.
1287년 4월 칭기즈칸의 동생 벨구테이의 4대손으로 몽골 동부지역의 영주이던 나얀이, 계속된 일본 정벌 실패 등에 불만을 품고 거병, 반란을 일으켰다. 1274년에 쿠빌라이가 여진족을 시켜서 동북부를 견제한 것이 불만의 시작점이었다. 쿠빌라이는 친히 군사를 이끌고 출전했다. 이때 카이두도 동시에 카라코룸을 공략하면서 서쪽으로 원나라를 침공하자, 바얀에게 군사를 딸려보내 패퇴시켰다. 쿠빌라이는 황하 강변에서 나얀 군대를 패배시키고 친히 나얀을 체포, 사형에 처하고 서부로 가 카이두와 교전했다. 카이두는 1289년 철수하였다. 1289년까지 그는 나얀을 지지하는 세력을 소탕하였다.
1287년 12월 4일 랴오닝 지방의 나얀의 영지를 몰수, 관료를 파견하여 중국식 행정구역으로 개편했다.
1293년 오키나와에 출병, 100명의 류쿠인을 포로로 잡아왔다.
만년의 쿠빌라이는 폭음과 폭식으로 인한 소화불량과 위장질환, 통풍, 알콜중독, 무기력증, 불안, 우울증에 시달렸으며, 혈전을 앓았다. 아리크 부케와 그의 잔당이던 두아 등 제 칸국의 리더들의 반발과 반란에 봉착하는 가운데 1294년 2월 18일 대도 황궁 자단전(紫檀殿)에서 79세를 일기로 병사한다. 합리주의자이기도 했던 그는 중국의 사상에 매료되었는데, 주로 유교 사상 보다는 상앙(商鞅)과 이사(李斯)의 법가 사상과 실용주의에 더욱 관심을 가졌으며 인재를 적재적소에 활용하는 용인술에 뛰어났다.

### 사후
시신은 1294년 2월 20일 발인, 영여는 대도를 떠나 현재의 몽골 켄티 주의 부르칸칼둔에 매장되었다. 원사에 의하면 기련곡(起輦谷)에 매장되었다고도 한다. 쿠빌라이의 사후, 1294년 5월 10일 손자 테무르가 상도에서 즉위, 그의 뒤를 이었다. 그러나 차가타이 한국의 두아 등 서북의 칸들의 반란은 계속되고, 제국의 북방은 쿠빌라이 사후 한동안 혼란에 빠졌다. 반란을 일으킨 서북의 칸국들은 1303년 손자 테무르와 최종 협상, 형식적인 종주국의 지위를 회복했다.
몽골식 존호는 세첸 카안(ᠡᠴᠡᠨ ᠬᠠᠭᠠᠨ, Сэцэн хаан), 설선황제(薛禪皇帝)로 이는 몽골어로 현명함, 총명함, 예지(睿智)를 뜻한다. 또한 이크카안이라 하여 대(大) 카안, 큰 카안이라 부르기도 한다. 마르코 폴로는 그를 지구 역사상 최대의 지도자이자 최고의 부자라고 유럽에 소개했다. 몽골에서는 일부 그에 대해 중국 문명 추종자라 해서 부정적으로 보거나 비판적으로 보는 시선도 있다.
여진족은 그를 호필내(呼必賚)라 불렀다. 청나라 때 건륭 말년에 건륭제의 명으로, 사서에서 그의 명칭을 홀필렬에서 호필내로 개정되도록 했다. 이는 청나라 멸망 후 회복되었다.

## 작품
- 일본에 보내는 친필 국서 (1264년)

## 가족관계
- 조부 : 추존황제 태조(太祖) 칭기스 칸
- 조모 : 추존황후 광헌익성황후(光獻翼聖皇后) 옹기라트씨
- 아버지 : 추존황제 예종(睿宗) 툴루이 칸
- 어머니 : 추존황후 헌의장성황후(顯懿莊聖皇后) 케레이트씨

형제
- 뭉케 칸 - 몽골 제국의 4대 대칸
- 홀도도 -  일설에는 다른 여성 소생이라는 설이 있다.
- 훌라구 - 일 칸국의 초대 대칸
- 아릭 부케- 몽골제국의 대립 대칸

### 후비
제1오르도
- 첩고륜 대황후(帖古倫 大皇后) 옹기라트씨 또는 퇴그렌 - 쿠빌라이의 원비(元妃)

제2오르도
- 소예순성황후(昭睿順聖皇后) 옹기라트씨 - 쿠빌라이의 정후(재위 : 1260년 ~ 1281년) , 본명은 찰필(察必)
- 남필 황후(南必 皇后) 옹기라트씨 - 쿠빌라이의 계후(재위 : 1283년 ~ 1294년)

제3오르도
- 탈랄해 황후(塔剌海 皇后)
- 노한 황후(奴罕 皇后)

제4오르도
- 오식진 황후 허올신씨(烏式眞 皇后 許兀愼氏), 후슈친 보로클 노얀의 딸

그 외
- 속가답사 황후(速哥答思 皇后)
- 백요올진 황후(伯要兀眞 皇后)
- 활활륜 황후(闊闊倫 皇后)
- 알자사 황후(斡者思 皇后)
- 욱실진 황후(旭失眞 皇后)
- 타로별진 황후(朶魯別眞 皇侯)
- 살불홀 비자(撒不忽 妃子)
- 팔팔한 비자(八八罕 妃子)
- 살불홀 비자(撒不忽 妃子)
- 아속진 비자(阿速眞 妃子)
- 올내홀내 비자(兀乃忽乃 妃子)

### 자녀
아들
1. 도르지 황자(朶兒只 皇子) - 소예순성황후 차브이 소생. 요절함
2. 명효태자(明孝太子) 진금(眞金) - 소예순성황후 차브이 소생. 원나라 제2대 황제 성종(成宗)의 아버지
3. 진왕(秦王) 망갈라(忙哥剌, ? ~ 1280년) - 소예순성황후 차브이 소생.
4. 북안귀정왕(北安歸定王) 노무간(那木罕, ? ~ 1292년) - 소예순성황후 차브이 소생.
5. 코리다이(忽理台, Хоридай), 쿠빌라이의 5남이라 하며 페르시아계 사서 집사에만 등장하며, 원사, 신원사에는 등장하지 않는다. 망갈라, 노무간보다 연장자로 추정된다.
6. 운남왕(雲南王) 후게치(忽哥赤, ? ~ 1271년)
7. 아야치 황자(愛牙赤 皇子, ? ~ 1324년(?)) - 페르시아계 사서 집사에 의하면 오식진 황후 허올신씨 소생.
8. 서평왕(西平王) 오그룩치(奧魯赤, ? ~ 1306년)
9. 영왕(寧王) 쿠쿠추(闊闊出, ? ~ 1313년) - 페르시아계 사서 집사에 의하면 오식진 황후 허올신씨 소생.
10. 진남왕(鎭南王) 토곤(脫歡, ? ~ 1301년)
11. 쿠틀루크 테무르 황자(忽都魯帖木兒 皇子, ? ~ 1324년(?))
12. 테미치 황자(鐵滅赤 皇子) - 남브이 황후 소생. 요절함

딸
1. 이름 미상(姓名未詳) - 생모미상(生母未詳), 불교 여승이 되었으며 베이징 탄제 사원에 묻혔다.
2. 조국대장공주(趙國大長公主) 월렬(月烈) - 생모미상(生母未詳), 조무양왕 애불화(趙武襄王 愛不花)에게 하가(下嫁)
3. 창국공주(昌國公主) 오로진(吾魯眞) - 생모미상(生母未詳), 패화(孛花)에게 하가(下嫁)
4. 창국대장공주(昌國大長公主) 다륜(茶倫) - 생모미상(生母未詳), 첩감간(帖監干)에게 하가(下嫁)
5. 노국장공주(魯國長公主) 완택(完擇) - 생모미상(生母未詳), 알라진(斡羅眞)에게 하가(下嫁)
6. 노국대장공주(魯國大長公主) 낭가진(囊家眞) - 생모미상(生母未詳), 알랄진(斡剌眞), 첩목아(帖木兒), 만자태(蠻子台)에게 하가(下嫁)
7. 제국대장공주(齊國大長公主) 홀도로게리미실(忽都魯揭里迷失) - 생모(生母)는 야속진 비자(阿速眞 妃子), 고려 충렬왕 왕거(高麗 忠烈王 王昛)에게 하가(下嫁)
8. 공주(公主) - 남송 공제 조현(南宋 恭帝 趙㬎)에게 하가(下嫁)
9. 베케친 황녀 - 남브이 카툰 소생

### 족보
|  |                          |  |  |  |  |  |  |  |  |  |  |  |  |  |  |  |
|  | 16. 바르탄 바투르        |  |  |  |  |  |  |  |  |  |  |  |  |  |  |  |
|  |                          |  |  |  |  |  |  |  |  |  |  |  |  |  |  |  |
|  |                          |  |  |  |  |  |  |  |  |  |  |  |  |  |  |  |
|  | 8. 이수게이 바투르       |  |  |  |  |  |  |  |  |  |  |  |  |  |  |  |
|  |                          |  |  |  |  |  |  |  |  |  |  |  |  |  |  |  |
|  |                          |  |  |  |  |  |  |  |  |  |  |  |  |  |  |  |
|  | 17. 바가르 수니굴 우진   |  |  |  |  |  |  |  |  |  |  |  |  |  |  |  |
|  |                          |  |  |  |  |  |  |  |  |  |  |  |  |  |  |  |
|  |                          |  |  |  |  |  |  |  |  |  |  |  |  |  |  |  |
|  | 4. 칭기스 카안           |  |  |  |  |  |  |  |  |  |  |  |  |  |  |  |
|  |                          |  |  |  |  |  |  |  |  |  |  |  |  |  |  |  |
|  |                          |  |  |  |  |  |  |  |  |  |  |  |  |  |  |  |
|  | 9. 올코노드 호엘룬       |  |  |  |  |  |  |  |  |  |  |  |  |  |  |  |
|  |                          |  |  |  |  |  |  |  |  |  |  |  |  |  |  |  |
|  |                          |  |  |  |  |  |  |  |  |  |  |  |  |  |  |  |
|  | 2. 툴루이 감국           |  |  |  |  |  |  |  |  |  |  |  |  |  |  |  |
|  |                          |  |  |  |  |  |  |  |  |  |  |  |  |  |  |  |
|  |                          |  |  |  |  |  |  |  |  |  |  |  |  |  |  |  |
|  | 10. 데이세첸             |  |  |  |  |  |  |  |  |  |  |  |  |  |  |  |
|  |                          |  |  |  |  |  |  |  |  |  |  |  |  |  |  |  |
|  |                          |  |  |  |  |  |  |  |  |  |  |  |  |  |  |  |
|  | 5. 부르테 우진 카툰      |  |  |  |  |  |  |  |  |  |  |  |  |  |  |  |
|  |                          |  |  |  |  |  |  |  |  |  |  |  |  |  |  |  |
|  |                          |  |  |  |  |  |  |  |  |  |  |  |  |  |  |  |
|  | 11. 초탄                 |  |  |  |  |  |  |  |  |  |  |  |  |  |  |  |
|  |                          |  |  |  |  |  |  |  |  |  |  |  |  |  |  |  |
|  |                          |  |  |  |  |  |  |  |  |  |  |  |  |  |  |  |
|  | 1. 쿠빌라이 세첸 카안    |  |  |  |  |  |  |  |  |  |  |  |  |  |  |  |
|  |                          |  |  |  |  |  |  |  |  |  |  |  |  |  |  |  |
|  |                          |  |  |  |  |  |  |  |  |  |  |  |  |  |  |  |
|  | 24. 케레이트 마르쿠즈 칸 |  |  |  |  |  |  |  |  |  |  |  |  |  |  |  |
|  |                          |  |  |  |  |  |  |  |  |  |  |  |  |  |  |  |
|  |                          |  |  |  |  |  |  |  |  |  |  |  |  |  |  |  |
|  | 12. 케레이트 아이샨 칸   |  |  |  |  |  |  |  |  |  |  |  |  |  |  |  |
|  |                          |  |  |  |  |  |  |  |  |  |  |  |  |  |  |  |
|  |                          |  |  |  |  |  |  |  |  |  |  |  |  |  |  |  |
|  | 6. 케레이트 자하감보     |  |  |  |  |  |  |  |  |  |  |  |  |  |  |  |
|  |                          |  |  |  |  |  |  |  |  |  |  |  |  |  |  |  |
|  |                          |  |  |  |  |  |  |  |  |  |  |  |  |  |  |  |
|  | 3. 소르칵타니 베키       |  |  |  |  |  |  |  |  |  |  |  |  |  |  |  |
|  |                          |  |  |  |  |  |  |  |  |  |  |  |  |  |  |  |
|  |                          |  |  |  |  |  |  |  |  |  |  |  |  |  |  |  |
|  | 7. 바사이                |  |  |  |  |  |  |  |  |  |  |  |  |  |  |  |
|  |                          |  |  |  |  |  |  |  |  |  |  |  |  |  |  |  |
|  |                          |  |  |  |  |  |  |  |  |  |  |  |  |  |  |  |

## 기년
| 세조        | 원년            | 2년        | 3년        | 4년        | 5년                 | 6년        | 7년        | 8년        | 9년        | 10년       |
| ----------- | --------------- | ---------- | ---------- | ---------- | ------------------- | ---------- | ---------- | ---------- | ---------- | ---------- |
| 서력 (西曆) | 1260년          | 1261년     | 1262년     | 1263년     | 1264년              | 1265년     | 1266년     | 1267년     | 1268년     | 1269년     |
| 간지 (干支) | 경신(庚申)      | 신유(庚辰) | 임술(辛巳) | 계해(壬午) | 갑자(甲子)          | 을축(乙丑) | 병인(丙寅) | 정묘(丁卯) | 무진(戊辰) | 기사(己巳) |
| 연호 (年號) | 중통(中統) 원년 | 2년        | 3년        | 4년        | 5년 지원(至元) 원년 | 2년        | 3년        | 4년        | 5년        | 6년        |
| 세조        | 11년            | 12년       | 13년       | 14년       | 15년                | 16년       | 17년       | 18년       | 19년       | 20년       |
| 서력 (西曆) | 1270년          | 1271년     | 1272년     | 1273년     | 1274년              | 1275년     | 1276년     | 1277년     | 1278년     | 1279년     |
| 간지 (干支) | 경오(庚午)      | 신미(辛未) | 임신(壬申) | 계유(癸酉) | 갑술(甲戌)          | 을해(乙亥) | 병자(丙子) | 정축(丁丑) | 무인(戊寅) | 기묘(己卯) |
| 연호 (年號) | 7년             | 8년        | 9년        | 10년       | 11년                | 12년       | 13년       | 14년       | 15년       | 16년       |
| 세조        | 21년            | 22년       | 23년       | 24년       | 25년                | 26년       | 27년       | 28년       | 29년       | 30년       |
| 서력 (西曆) | 1280년          | 1281년     | 1282년     | 1283년     | 1284년              | 1285년     | 1286년     | 1287년     | 1288년     | 1289년     |
| 간지 (干支) | 경진(庚辰)      | 신사(辛巳) | 임오(壬午) | 계미(癸未) | 갑신(甲申)          | 을유(乙酉) | 병술(丙戌) | 정해(丁亥) | 무자(戊子) | 기축(己丑) |
| 연호 (年號) | 17년            | 18년       | 19년       | 20년       | 21년                | 22년       | 23년       | 24년       | 25년       | 26년       |
| 세조        | 31년            | 32년       | 33년       | 34년       | 35년                |            |            |            |            |            |
| 서력 (西曆) | 1290년          | 1291년     | 1292년     | 1293년     | 1294년              |            |            |            |            |            |
| 간지 (干支) | 경인(庚寅)      | 신묘(辛卯) | 임진(壬辰) | 계사(癸巳) | 갑오(甲午)          |            |            |            |            |            |
| 연호 (年號) | 27년            | 28년       | 29년       | 30년       | 31년                |            |            |            |            |            |

## 쿠빌라이 칸이 등장한 작품
- 《호조 토키무네》 (2001년, NHK 대하드라마)  - 파삼찰포(巴森扎布)
- 《무신》(2012년, MBC) - 김명국
- 《칭기즈칸의 후예(建元风云)》(2013년, 후난위성TV) - 후준(胡軍)
- 《마르코 폴로》(2014년-, 미국 넷플릭스) - 베네딕트 웡

## 평가
몽골에서는 제국의 영토를 최대한 넓힌 영웅의 한사람으로 존경받는다. 또한 몽골식 전통을 버리고 중국의 제도를 시행한 점, 수도를 카라코룸에서 베이징으로 옮긴 점 등 중국화한 점을 부정적으로 보는 평가도 있다. 그러나 중국에서는 애산 전투 직후 남송의 군사들과 귀족들을 학살, 남송을 잔인하게 멸망시킨 학살자로 기억된다. 그러나 탐원공정과 동북공정 이후에는 그를 중국사로 편입시키려는 시도가 있어서 그에 대한 중국내의 평가는 달라질 가능성도 존재한다.
한국에서는 1970년대까지 고려를 복속화시킨 침략자의 한사람으로 부정적인 시각이 주류였으나, 1990년대 이후 객관적인 입장에서 바라보려는 시각이 나타나고 있다.

## 같이 보기
| - 울란바토르 - 금나라 - 남송 - 고종 - 원종 - 영종 - 충렬왕 - 아리크 부케 - 여몽 연합군 - 야율초재 - 애산 전투 - 제1차 일본 정벌 - 제2차 일본 정벌 - 충선왕 - 훌라구 - 카이두 | - 칭기즈 칸 - 툴루이 칸 - 훌라구 - 두아 - 일 한국 - 알렉산더 대왕 - 테렐지 |

- 고려
  - 고종(高宗, 1192~1259 재위:1213~1259)
  - 원종(元宗, 1219~1274 재위:1259~1274)